# Campeonato de Primera División 2015 (Argentina)
El Campeonato de Primera División «Julio Humberto Grondona» 2015 fue la octogésima sexta temporada y el centésimo trigésimo torneo de la era profesional de la Primera División del fútbol argentino, organizada por la AFA.
Tras diversas posturas acerca del modo de disputa del torneo en el seno del Comité Ejecutivo de la Asociación, se mantuvo lo acordado previamente ya que, tras la intervención del gobierno nacional, se ratificó la realización de un concurso en una sola fase, abarcando los dos semestres del año, con la participación de 30 equipos. La fase regular se jugó en dos etapas, la primera entre el 13 de febrero y el 8 de junio, y la segunda del 12 de julio al 8 de noviembre, con un receso durante la disputa de la Copa América 2015. No obstante, el torneo finalizó completamente cuando se terminaron de disputar las liguillas clasificatorias a las copas internacionales.
De esta manera, se retomó, por una sola temporada, la modalidad de un torneo único durante el año calendario, cuyo último antecedente era el Campeonato de Primera División 1966. Asimismo, entre las temporadas de 1985-86 y 1989-90, también se jugó un campeonato único, aunque utilizando el calendario europeo. A diferencia de aquellos, dado el número de participantes, este se desarrolló en una sola rueda de todos contra todos. Los equipos se enfrentaron una vez, con excepción de los agrupados por parejas, en su mayoría determinadas por las rivalidades clásicas. Estas parejas de equipos, en la 24.ª fecha, jugaron invirtiendo la condición de local. Así, cada uno disputó un total de 30 partidos.
Aunque la repetición de los enfrentamientos de los equipos agrupados por parejas se puso en práctica por primera vez, existen antecedentes en la denominada era amateur de torneos con características similares. El último data de 1931, aunque solamente se jugó parcialmente la primera fecha, dado que los 18 clubes de mayor convocatoria se retiraron de la Asociación Amateurs Argentina de Football para formar la Liga Argentina de Football, que organizó así el primer torneo profesional, en condición de entidad disidente. Previo a esto, se disputaron tres torneos similares que finalizaron, los campeonatos de 1927, 1928 y 1930, en los que llegaron a jugar hasta 36 equipos. Y posterior a esto, en los torneos que continuó organizando la asociación amateur, siendo el último en 1934.
Los nuevos participantes fueron los diez equipos ascendidos de la Primera B Nacional 2014: Argentinos Juniors y Colón, que regresaron tras una sola temporada; San Martín (SJ) y Unión, luego de dos temporadas; Huracán, que lo hizo tras cuatro temporadas; Nueva Chicago, luego de ocho temporadas; Temperley, después de veintisiete años y medio; Sarmiento (J), tras treinta y tres años; Crucero del Norte y Aldosivi, que ascendieron por primera vez a los campeonatos regulares, aunque este último había intervenido en el Torneo Nacional, siendo su última participación en 1976.
Consagró campeón al Club Atlético Boca Juniors, comandado técnicamente por Rodolfo Arruabarrena, que logró de esta manera su trigésimo primer título, vigésimo quinto en el profesionalismo. Obtuvo, así, el derecho de disputar la Copa Libertadores 2016, y la Supercopa Argentina 2015.
Se produjeron dos descensos a la segunda división, la Primera B Nacional, por el sistema de promedios, el que se computó por cuatro temporadas, a diferencia de lo habitual, que era que se consideraran las tres últimas. Ellas fueron los campeonatos 2012-13, 2013-14, el torneo de transición 2014, y el campeonato 2015.

Se definió también la clasificación a la Copa Libertadores 2016 y a la Copa Sudamericana 2016. A los efectos de completar los cupos, luego de la fase regular se jugaron simultáneamente dos liguillas, que concluyeron en diciembre.

## Ascensos y descensos
| Pos.       | Equipos ascendidos de la B Nacional 2014 |
| ---------- | ---------------------------------------- |
| 1.º Zona A | Colón                                    |
| 2.º Zona A | San Martín (SJ)                          |
| 3.º Zona A | Argentinos Juniors                       |
| 4.º Zona A | Nueva Chicago                            |
| 5.º Zona A | Aldosivi                                 |
| 1.º Zona B | Unión                                    |
| 2.º Zona B | Crucero del Norte                        |
| 3.º Zona B | Temperley                                |
| 4.º Zona B | Sarmiento                                |
| 5.º Zona B | Huracán                                  |

| Equipos descendidos en la temporada 2014 |
| ---------------------------------------- |
| No hubo                                  |

- De esta manera, el número de equipos participantes aumentó a 30.

## Formato
Se disputó una rueda bajo el sistema de todos contra todos, con la repetición de los llamados «clásicos por pareja». Consagró un campeón, y descendieron los dos equipos que se ubicaron en las últimas posiciones de la tabla de promedios.

## Equipos
| Equipo              | Ciudad           | Estadio                                              | Capacidad     |
| ------------------- | ---------------- | ---------------------------------------------------- | ------------- |
| Aldosivi            | Mar del Plata    | José María Minella                                   | 35 350        |
| Argentinos Juniors  | Buenos Aires     | Diego Armando Maradona                               | 24 380        |
| Arsenal             | Sarandí          | Julio Humberto Grondona                              | 16 300        |
| Atlético de Rafaela | Rafaela          | Nuevo Monumental                                     | 16 000        |
| Banfield            | Banfield         | Florencio Sola                                       | 34 900        |
| Belgrano            | Córdoba          | Mario Alberto Kempes                                 | 57 000        |
| Boca Juniors        | Buenos Aires     | Alberto J. Armando                                   | 49 000        |
| Colón               | Santa Fe         | Brigadier General Estanislao López                   | 40 000        |
| Crucero del Norte   | Garupá           | Comandante Andrés Guacurarí Centenario (Resistencia) | 15 000 25 000 |
| Defensa y Justicia  | Gobernador Costa | Norberto Tomaghello                                  | 20 000        |
| Estudiantes         | La Plata         | Ciudad de La Plata                                   | 53 000        |
| Gimnasia y Esgrima  | La Plata         | Juan Carmelo Zerillo                                 | 21 500        |
| Godoy Cruz          | Mendoza          | Malvinas Argentinas                                  | 40 270        |
| Huracán             | Buenos Aires     | Tomás Adolfo Ducó                                    | 48 310        |
| Independiente       | Avellaneda       | Libertadores de América                              | 55 000        |
| Lanús               | Lanús            | Ciudad de Lanús-Néstor Díaz Pérez                    | 46 620        |
| Newell's Old Boys   | Rosario          | Marcelo Bielsa                                       | 42 000        |
| Nueva Chicago       | Buenos Aires     | Nueva Chicago                                        | 25 000        |
| Olimpo              | Bahía Blanca     | Roberto Natalio Carminatti                           | 15 000        |
| Quilmes             | Quilmes          | Centenario Dr. José Luis Meiszner                    | 30 200        |
| Racing Club         | Avellaneda       | Presidente Perón                                     | 50 000        |
| River Plate         | Buenos Aires     | Antonio Vespucio Liberti                             | 61 320        |
| Rosario Central     | Rosario          | Gigante de Arroyito                                  | 41 465        |
| San Lorenzo         | Buenos Aires     | Pedro Bidegain                                       | 43 490        |
| San Martín          | San Juan         | Ingeniero Hilario Sánchez                            | 19 000        |
| Sarmiento           | Junín            | Eva Perón                                            | 22 000        |
| Temperley           | Turdera          | Alfredo Beranger                                     | 22 000        |
| Tigre               | Victoria         | José Dellagiovanna                                   | 28 680        |
| Unión               | Santa Fe         | 15 de Abril                                          | 26 000        |
| Vélez Sarsfield     | Buenos Aires     | José Amalfitani                                      | 49 540        |

### Distribución geográfica de los equipos
| Región                                   | Cant. | Equipos                                                                                              |
| ---------------------------------------- | ----- | --- |
| Conurbano bonaerense                     | 9     | Arsenal, Banfield, Defensa y Justicia, Independiente, Lanús, Quilmes, Racing Club, Temperley y Tigre |
| Ciudad de Buenos Aires                   | 7     | Argentinos Juniors, Boca Juniors, Huracán, Nueva Chicago, River Plate, San Lorenzo y Vélez Sarsfield |
| Provincia de Santa Fe                    | 5     | Atlético de Rafaela, Colón, Newell's Old Boys, Rosario Central y Unión                               |
| Interior de la provincia de Buenos Aires | 3     | Aldosivi, Olimpo y Sarmiento                                                                         |
| Ciudad de La Plata                       | 2     | Estudiantes y Gimnasia y Esgrima                                                                     |
| Provincia de Córdoba                     | 1     | Belgrano                                                                                             |
| Provincia de Mendoza                     | 1     | Godoy Cruz                                                                                           |
| Provincia de Misiones                    | 1     | Crucero del Norte                                                                                    |
| Provincia de San Juan                    | 1     | San Martín                                                                                           |

## Tabla de posiciones final
| Pos. | Equipo                  | Pts. | PJ | PG | PE | PP | GF | GC | Dif. |
| ---- | ----------------------- | ---- | -- | -- | -- | -- | -- | -- | ---- |
| 1.º  | Boca Juniors            | 64   | 30 | 20 | 4  | 6  | 49 | 26 | 23   |
| 2.º  | San Lorenzo             | 61   | 30 | 18 | 7  | 5  | 44 | 20 | 24   |
| 3.º  | Rosario Central         | 59   | 30 | 16 | 11 | 3  | 47 | 26 | 21   |
| 4.º  | Racing Club             | 57   | 30 | 16 | 9  | 5  | 40 | 23 | 17   |
| 5.º  | Independiente           | 54   | 30 | 14 | 12 | 4  | 44 | 22 | 22   |
| 6.º  | Belgrano                | 51   | 30 | 14 | 9  | 7  | 33 | 23 | 10   |
| 7.º  | Estudiantes (LP)        | 51   | 30 | 14 | 9  | 7  | 34 | 28 | 6    |
| 8.º  | Banfield                | 50   | 30 | 14 | 8  | 8  | 38 | 32 | 6    |
| 9.º  | River Plate             | 49   | 30 | 13 | 10 | 7  | 46 | 33 | 13   |
| 10.º | Tigre                   | 46   | 30 | 12 | 10 | 8  | 32 | 25 | 7    |
| 11.º | Quilmes                 | 45   | 30 | 13 | 6  | 11 | 38 | 37 | 1    |
| 12.º | Gimnasia y Esgrima (LP) | 44   | 30 | 12 | 8  | 10 | 41 | 38 | 3    |
| 13.º | Lanús                   | 42   | 30 | 10 | 12 | 8  | 33 | 29 | 4    |
| 14.º | Unión                   | 41   | 30 | 9  | 14 | 7  | 38 | 37 | 1    |
| 15.º | Aldosivi                | 40   | 30 | 11 | 7  | 12 | 37 | 40 | −3   |
| 16.º | Newell's Old Boys       | 40   | 30 | 10 | 10 | 10 | 27 | 30 | −3   |
| 17.º | San Martín (SJ)         | 37   | 30 | 8  | 13 | 9  | 32 | 34 | −2   |
| 18.º | Olimpo                  | 36   | 30 | 8  | 12 | 10 | 23 | 26 | −3   |
| 19.º | Colón (SF)              | 34   | 30 | 7  | 13 | 10 | 26 | 31 | −5   |
| 20.º | Argentinos Juniors      | 33   | 30 | 8  | 9  | 13 | 30 | 38 | −8   |
| 21.º | Defensa y Justicia      | 32   | 30 | 8  | 8  | 14 | 27 | 31 | −4   |
| 22.º | Godoy Cruz              | 32   | 30 | 8  | 8  | 14 | 32 | 40 | −8   |
| 23.º | Huracán                 | 30   | 30 | 6  | 12 | 12 | 29 | 37 | −8   |
| 24.º | Sarmiento               | 30   | 30 | 7  | 9  | 14 | 24 | 34 | −10  |
| 25.º | Temperley               | 30   | 30 | 6  | 12 | 12 | 19 | 29 | −10  |
| 26.º | Nueva Chicago           | 29   | 30 | 7  | 8  | 15 | 29 | 38 | −9   |
| 27.º | Vélez Sarsfield         | 29   | 30 | 7  | 8  | 15 | 27 | 37 | −10  |
| 28.º | Arsenal                 | 27   | 30 | 7  | 6  | 17 | 25 | 44 | −19  |
| 29.º | Atlético de Rafaela     | 23   | 30 | 4  | 11 | 15 | 29 | 51 | −22  |
| 30.º | Crucero del Norte       | 14   | 30 | 3  | 5  | 22 | 21 | 55 | −34  |

|  | Campeón. Clasificó a la segunda fase de la Copa Libertadores 2016.    |
|  | Subcampeón. Clasificó a la segunda fase de la Copa Libertadores 2016. |
|  | Clasificados a la Liguilla pre-Libertadores.                          |
|  | Clasificados a la Liguilla pre-Sudamericana.                          |

| 1. 2. 3. |

### Evolución de las posiciones
| Equipo / Fecha          | 1    | 2    | 3    | 4    | 5    | 6    | 7    | 8    | 9    | 10   | 11   | 12   | 13   | 14   | 15   | 16   | 17   | 18   | 19   | 20   | 21   | 22   | 23   | 24   | 25   | 26   | 27   | 28   | 29   | 30   |
| ----------------------- | ---- | ---- | ---- | ---- | ---- | ---- | ---- | ---- | ---- | ---- | ---- | ---- | ---- | ---- | ---- | ---- | ---- | ---- | ---- | ---- | ---- | ---- | ---- | ---- | ---- | ---- | ---- | ---- | ---- | ---- |
| Aldosivi                | 27.º | 29.º | 27.º | 25.º | 21.º | 21.º | 21.º | 17.º | 20.º | 11.º | 8.º  | 11.º | 9.º  | 11.º | 14.º | 15.º | 16.º | 16.º | 17.º | 18.º | 18.º | 17.º | 19.º | 18.º | 17.º | 18.º | 16.º | 16.º | 15.º | 15.º |
| Argentinos Juniors      | 4.º  | 7.º  | 5.º  | 7.º  | 8.º  | 13.º | 13.º | 10.º | 12.º | 15.º | 16.º | 13.º | 11.º | 12.º | 15.º | 16.º | 17.º | 18.º | 20.º | 20.º | 20.º | 20.º | 17.º | 17.º | 19.º | 21.º | 18.º | 19.º | 19.º | 20.º |
| Arsenal                 | 19.º | 28.º | 25.º | 24.º | 24.º | 26.º | 29.º | 30.º | 26.º | 27.º | 29.º | 30.º | 30.º | 29.º | 29.º | 29.º | 29.º | 27.º | 29.º | 29.º | 30.º | 28.º | 28.º | 28.º | 28.º | 27.º | 27.º | 27.º | 27.º | 28.º |
| Atlético de Rafaela     | 27.º | 30.º | 30.º | 30.º | 30.º | 30.º | 30.º | 28.º | 29.º | 29.º | 26.º | 26.º | 28.º | 28.º | 26.º | 27.º | 28.º | 28.º | 27.º | 27.º | 27.º | 27.º | 27.º | 27.º | 27.º | 28.º | 28.º | 29.º | 29.º | 29.º |
| Banfield                | 19.º | 12.º | 12.º | 18.º | 13.º | 9.º  | 5.º  | 6.º  | 7.º  | 9.º  | 10.º | 9.º  | 10.º | 10.º | 12.º | 10.º | 14.º | 13.º | 12.º | 9.º  | 9.º  | 8.º  | 9.º  | 7.º  | 6.º  | 8.º  | 9.º  | 10.º | 9.º  | 8.º  |
| Belgrano                | 2.º  | 7.º  | 13.º | 8.º  | 15.º | 10.º | 6.º  | 5.º  | 5.º  | 3.º  | 4.º  | 2.º  | 4.º  | 6.º  | 6.º  | 6.º  | 5.º  | 6.º  | 6.º  | 5.º  | 6.º  | 6.º  | 7.º  | 9.º  | 10.º | 7.º  | 6.º  | 7.º  | 6.º  | 6.º  |
| Boca Juniors            | 2.º  | 1.º  | 1.º  | 2.º  | 2.º  | 3.º  | 2.º  | 1.º  | 2.º  | 1.º  | 1.º  | 1.º  | 2.º  | 3.º  | 2.º  | 1.º  | 1.º  | 1.º  | 2.º  | 2.º  | 2.º  | 1.º  | 2.º  | 1.º  | 1.º  | 1.º  | 1.º  | 1.º  | 1.º  | 1.º  |
| Colón                   | 27.º | 25.º | 22.º | 21.º | 26.º | 27.º | 27.º | 23.º | 25.º | 22.º | 23.º | 19.º | 21.º | 21.º | 21.º | 22.º | 22.º | 24.º | 26.º | 24.º | 25.º | 21.º | 24.º | 26.º | 26.º | 26.º | 26.º | 26.º | 21.º | 19.° |
| Crucero del Norte       | 16.º | 20.º | 25.º | 28.º | 27.º | 28.º | 24.º | 26.º | 27.º | 26.º | 27.º | 28.º | 26.º | 27.º | 25.º | 25.º | 27.º | 27.º | 28.º | 28.º | 29.º | 30.º | 30.º | 30.º | 30.º | 30.º | 30.º | 30.º | 30.º | 30.º |
| Defensa y Justicia      | 8.º  | 14.º | 18.º | 15.º | 18.º | 18.º | 17.º | 19.º | 18.º | 21.º | 24.º | 24.º | 24.º | 25.º | 27.º | 26.º | 24.º | 22.º | 24.º | 25.º | 22.º | 24.º | 21.° | 19.º | 20.º | 22.º | 19.º | 20.º | 20.º | 21.º |
| Estudiantes (LP)        | 8.º  | 4.º  | 2.º  | 4.º  | 5.º  | 11.º | 14.º | 15.º | 16.º | 20.º | 18.º | 17.º | 13.º | 15.º | 10.º | 12.º | 11.º | 12.º | 11.º | 11.º | 11.º | 10.º | 8.º  | 10.º | 8.º  | 10.º | 8.º  | 6.º  | 8.º  | 7.º  |
| Gimnasia y Esgrima (LP) | 19.º | 20.º | 27.º | 25.º | 20.º | 24.º | 25.º | 25.º | 19.º | 18.º | 17.º | 18.º | 15.º | 13.º | 8.º  | 8.º  | 7.º  | 7.º  | 8.º  | 8.º  | 8.º  | 9.º  | 12.º | 12.º | 12.º | 14.º | 14.º | 12.º | 12.º | 12.º |
| Godoy Cruz              | 14.º | 18.º | 14.º | 8.º  | 16.º | 19.º | 18.º | 21.º | 23.º | 24.º | 22.º | 21.º | 19.º | 22.º | 22.º | 18.º | 19.º | 17.º | 19.º | 19.º | 21.º | 23.º | 25.º | 23.º | 25.º | 25.º | 23.º | 21.º | 22.º | 22.º |
| Huracán                 | 19.º | 15.º | 18.º | 19.º | 22.º | 16.º | 19.º | 22.º | 24.º | 25.º | 25.º | 27.º | 27.º | 24.º | 24.º | 24.º | 25.º | 25.º | 25.º | 26.º | 26.º | 26.º | 26.º | 25.º | 24.º | 24.º | 25.º | 23.º | 24.º | 23.º |
| Independiente           | 7.º  | 9.º  | 7.º  | 11.º | 11.º | 5.º  | 7.º  | 8.º  | 11.º | 13.º | 12.º | 14.º | 17.º | 16.º | 16.º | 13.º | 12.º | 9.º  | 7.º  | 7.º  | 7.º  | 7.º  | 6.º  | 6.º  | 5.º  | 6.º  | 5.º  | 5.º  | 5.º  | 5.º  |
| Lanús                   | 8.º  | 11.º | 11.º | 14.º | 6.º  | 4.º  | 9.º  | 11.º | 8.º  | 12.º | 15.º | 16.º | 16.º | 14.º | 13.º | 11.º | 9.º  | 10.º | 13.º | 13.º | 12.º | 12.º | 11.º | 11.º | 11.º | 12.º | 13.º | 14.º | 14.º | 13.º |
| Newell's Old Boys       | 18.º | 13.º | 15.º | 10.º | 4.º  | 7.º  | 12.º | 7.º  | 10.º | 8.º  | 9.º  | 6.º  | 7.º  | 7.º  | 9.º  | 9.º  | 10.º | 15.º | 15.º | 16.º | 16.º | 16.º | 18.º | 20.º | 16.º | 15.º | 15.º | 15.º | 16.º | 16.º |
| Nueva Chicago           | 25.º | 24.º | 21.º | 27.º | 28.º | 29.º | 28.º | 29.º | 30.º | 28.º | 30.º | 29.º | 29.º | 30.º | 30.º | 30.º | 30.º | 30.º | 30.º | 30.º | 28.º | 29.º | 29.º | 29.º | 29.º | 29.º | 29.º | 28.º | 28.º | 26.º |
| Olimpo                  | 25.º | 25.º | 29.º | 29.º | 29.º | 25.º | 26.º | 27.º | 28.º | 30.º | 28.º | 25.º | 25.º | 26.º | 28.º | 28.º | 26.º | 26.º | 22.º | 22.º | 24.º | 22.º | 23.º | 21.º | 22.º | 20.º | 20.º | 18.º | 17.º | 18.º |
| Quilmes                 | 19.º | 18.º | 24.º | 23.º | 19.º | 20.º | 22.º | 20.º | 22.º | 23.º | 21.º | 20.º | 23.º | 23.º | 23.º | 23.º | 23.º | 21.º | 18.º | 15.º | 15.º | 15.º | 14.º | 13.º | 13.º | 11.º | 11.º | 11.º | 11.º | 11.º |
| Racing Club             | 19.º | 23.º | 16.º | 16.º | 9.º  | 12.º | 8.º  | 9.º  | 6.º  | 7.º  | 7.º  | 8.º  | 6.º  | 4.º  | 3.º  | 5.º  | 4.º  | 5.º  | 5.º  | 4.º  | 3.º  | 4.º  | 4.º  | 4.º  | 4.º  | 4.º  | 4.º  | 4.º  | 4.º  | 4.º  |
| River Plate             | 1.º  | 6.º  | 4.º  | 5.º  | 7.º  | 5.º  | 4.º  | 3.º  | 3.º  | 2.º  | 3.º  | 5.º  | 5.º  | 2.º  | 4.º  | 3.º  | 3.º  | 3.º  | 3.º  | 3.º  | 5.º  | 5.º  | 5.º  | 5.º  | 7.º  | 5.º  | 7.º  | 8.º  | 7.º  | 9.º  |
| Rosario Central         | 8.º  | 4.º  | 3.º  | 1.º  | 1.º  | 1.º  | 3.º  | 4.º  | 4.º  | 4.º  | 5.º  | 3.º  | 3.º  | 5.º  | 5.º  | 4.º  | 6.º  | 4.º  | 4.º  | 6.º  | 4.º  | 3.º  | 3.º  | 3.º  | 3.º  | 3.º  | 3.º  | 2.º  | 3.º  | 3.º  |
| San Lorenzo             | 4.º  | 2.º  | 8.º  | 3.º  | 3.º  | 2.º  | 1.º  | 2.º  | 1.º  | 5.º  | 2.º  | 4.º  | 1.º  | 1.º  | 1.º  | 2.º  | 2.º  | 2.º  | 1.º  | 1.º  | 1.º  | 2.º  | 1.º  | 2.º  | 2.º  | 2.º  | 2.º  | 3.º  | 2.º  | 2.º  |
| San Martín (SJ)         | 14.º | 17.º | 9.º  | 13.º | 17.º | 17.º | 20.º | 16.º | 17.º | 16.º | 11.º | 12.º | 14.º | 17.º | 17.º | 17.º | 15.º | 14.º | 14.º | 14.º | 14.º | 14.º | 13.º | 15.º | 15.º | 16.º | 17.º | 17.º | 18.º | 17.º |
| Sarmiento               | 30.º | 27.º | 23.º | 22.º | 25.º | 22.º | 15.º | 18.º | 14.º | 10.º | 13.º | 15.º | 18.º | 19.º | 19.º | 21.º | 21.º | 23.º | 23.º | 23.º | 23.º | 25.º | 22.° | 24.º | 21.º | 17.º | 21.º | 22.º | 23.º | 24.º |
| Temperley               | 8.º  | 16.º | 20.º | 20.º | 23.º | 23.º | 23.º | 24.º | 21.º | 19.º | 20.º | 23.º | 22.º | 20.º | 20.º | 20.º | 20.º | 20.º | 16.º | 17.º | 17.º | 19.º | 16.º | 16.º | 18.º | 19.º | 22.º | 25.º | 26.º | 25.º |
| Tigre                   | 16.º | 20.º | 16.º | 16.º | 12.º | 8.º  | 10.º | 12.º | 9.º  | 6.º  | 6.º  | 7.º  | 8.º  | 9.º  | 7.º  | 7.º  | 8.º  | 8.º  | 9.º  | 10.º | 10.º | 11.º | 10.º | 8.º  | 9.º  | 9.º  | 10.º | 9.º  | 10.º | 10.º |
| Unión                   | 8.º  | 10.º | 9.º  | 12.º | 14.º | 14.º | 11.º | 14.º | 15.º | 14.º | 14.º | 10.º | 12.º | 8.º  | 11.º | 14.º | 13.º | 11.º | 10.º | 12.º | 13.º | 13.º | 15.º | 14.º | 14.º | 13.º | 12.º | 13.º | 13.º | 14.º |
| Vélez Sarsfield         | 4.º  | 2.º  | 5.º  | 6.º  | 10.º | 15.º | 16.º | 13.º | 13.º | 17.º | 19.º | 22.º | 20.º | 18.º | 18.º | 19.º | 18.º | 19.º | 21.º | 21.º | 19.º | 18.º | 20.° | 22.º | 23.º | 23.º | 24.º | 24.º | 25.º | 27.º |

| 1. 2. 3. 4. 5. 6. |

## Tabla de promedios
Para su confección se tomaron en cuenta las campañas de las últimas cuatro temporadas. Los equipos que tuvieron los dos peores promedios descendieron a la Primera B Nacional.
| Pos. | Equipo                  | Promedio | 2012-13 | 2013-14 | 2014 | 2015 | Total | PJ  |
| ---- | ----------------------- | -------- | ------- | ------- | ---- | ---- | ----- | --- |
| 1.º  | Independiente           | 1,775    | –       | –       | 33   | 54   | 87    | 49  |
| 2.º  | River Plate             | 1,680    | 64      | 58      | 39   | 49   | 210   | 125 |
| 3.º  | Boca Juniors            | 1,656    | 51      | 61      | 31   | 64   | 207   | 125 |
| 4.º  | San Lorenzo             | 1,640    | 58      | 60      | 26   | 61   | 205   | 125 |
| 5.º  | Lanús                   | 1,624    | 67      | 59      | 35   | 42   | 203   | 125 |
| 6.º  | Newell's Old Boys       | 1,560    | 74      | 56      | 25   | 40   | 195   | 125 |
| 7.º  | Racing Club             | 1,544    | 62      | 33      | 41   | 57   | 193   | 125 |
| 8.º  | Rosario Central         | 1,540    | –       | 54      | 21   | 59   | 134   | 87  |
| 9.º  | Estudiantes (LP)        | 1,512    | 48      | 59      | 31   | 51   | 189   | 125 |
| 10.º | Belgrano                | 1,472    | 59      | 49      | 25   | 51   | 184   | 125 |
| 11.º | Gimnasia y Esgrima (LP) | 1,436    | –       | 57      | 24   | 44   | 125   | 87  |
| 12.º | Banfield                | 1,428    | –       | –       | 20   | 50   | 70    | 49  |
| 13.º | Vélez Sarsfield         | 1,408    | 61      | 61      | 25   | 29   | 176   | 125 |
| 14.º | Unión                   | 1,366    | –       | –       | –    | 41   | 41    | 30  |
| 15.º | Aldosivi                | 1,333    | –       | –       | –    | 40   | 40    | 30  |
| 16.º | Arsenal                 | 1,288    | 60      | 48      | 26   | 27   | 161   | 125 |
| 17.º | Godoy Cruz              | 1,264    | 49      | 56      | 21   | 32   | 158   | 125 |
| 18.º | Tigre                   | 1,240    | 34      | 49      | 26   | 46   | 155   | 125 |
| 19.º | San Martín (SJ)         | 1,233    | –       | –       | –    | 37   | 37    | 30  |
| 20.º | Quilmes                 | 1,216    | 50      | 45      | 12   | 45   | 152   | 125 |
| 21.º | Olimpo                  | 1,206    | –       | 50      | 19   | 36   | 105   | 87  |
| 22.º | Colón                   | 1,133    | –       | –       | –    | 34   | 34    | 30  |
| 23.º | Atlético de Rafaela     | 1,120    | 43      | 49      | 25   | 23   | 140   | 125 |
| 24.º | Argentinos Juniors      | 1,100    | –       | –       | –    | 33   | 33    | 30  |
| 25.º | Defensa y Justicia      | 1,061    | –       | –       | 20   | 32   | 52    | 49  |
| 26.º | Huracán                 | 1,000    | –       | –       | –    | 30   | 30    | 30  |
| 27.º | Sarmiento               | 1,000    | –       | –       | –    | 30   | 30    | 30  |
| 28.º | Temperley               | 1,000    | –       | –       | –    | 30   | 30    | 30  |
| 29.º | Nueva Chicago           | 0,966    | –       | –       | –    | 29   | 29    | 30  |
| 30.º | Crucero del Norte       | 0,466    | –       | –       | –    | 14   | 14    | 30  |

|  | Descendieron a la Primera B Nacional. |

|  |

## Resultados
| Fecha 1                 | Fecha 1   | Fecha 1             | Fecha 1                     | Fecha 1       | Fecha 1 |
| Local                   | Resultado | Visitante           | Estadio                     | Fecha         | Hora    |
| ----------------------- | --------- | ------------------- | --------------------------- | ------------- | ------- |
| Vélez Sarsfield         | 2 - 0     | Aldosivi            | José Amalfitani             | 13 de febrero | 18:00   |
| Racing Club             | 0 - 1     | Rosario Central     | El Cilindro                 | 13 de febrero | 21:10   |
| San Lorenzo             | 2 - 0     | Colón               | Nuevo Gasómetro             | 14 de febrero | 17:00   |
| Gimnasia y Esgrima (LP) | 0 - 1     | Defensa y Justicia  | Del Bosque                  | 14 de febrero | 17:00   |
| Godoy Cruz              | 1 - 1     | San Martín (SJ)     | Malvinas Argentinas         | 14 de febrero | 19:15   |
| Newell's Old Boys       | 2 - 3     | Independiente       | Marcelo Bielsa              | 14 de febrero | 20:00   |
| Banfield                | 0 - 1     | Temperley           | Florencio Sola              | 14 de febrero | 20:30   |
| Crucero del Norte       | 0 - 0     | Tigre               | Comandante Andrés Guacurarí | 14 de febrero | 21:30   |
| Unión                   | 1 - 0     | Huracán             | 15 de abril                 | 15 de febrero | 17:00   |
| Quilmes                 | 0 - 1     | Lanús               | Centenario                  | 15 de febrero | 17:00   |
| Boca Juniors            | 3 - 1     | Olimpo              | Alberto J. Armando          | 15 de febrero | 18:15   |
| Argentinos Juniors      | 2 - 0     | Atlético de Rafaela | Diego Armando Maradona      | 15 de febrero | 19:10   |
| Sarmiento               | 1 - 4     | River Plate         | Eva Perón                   | 15 de febrero | 21:30   |
| Arsenal                 | 0 - 1     | Estudiantes (LP)    | El Viaducto                 | 16 de febrero | 18:00   |
| Belgrano                | 3 - 1     | Nueva Chicago       | Mario Alberto Kempes        | 16 de febrero | 21:10   |

| Fecha 2             | Fecha 2   | Fecha 2                 | Fecha 2                    | Fecha 2       | Fecha 2 |
| Local               | Resultado | Visitante               | Estadio                    | Fecha         | Hora    |
| ------------------- | --------- | ----------------------- | -------------------------- | ------------- | ------- |
| Atlético de Rafaela | 1 - 4     | Banfield                | Nuevo Monumental           | 20 de febrero | 21:10   |
| Huracán             | 1 - 0     | Arsenal                 | Tomás A. Ducó              | 21 de febrero | 17:00   |
| Estudiantes (LP)    | 2 - 1     | Godoy Cruz              | Ciudad de La Plata         | 21 de febrero | 17:15   |
| Rosario Central     | 2 - 1     | Tigre                   | Gigante de Arroyito        | 21 de febrero | 19:15   |
| Olimpo              | 0 - 0     | Racing Club             | Roberto N. Carminatti      | 21 de febrero | 20:00   |
| Vélez Sarsfield     | 2 - 1     | Crucero del Norte       | José Amalfitani            | 21 de febrero | 20:30   |
| San Martín (SJ)     | 1 - 1     | Gimnasia y Esgrima (LP) | Ingeniero Hilario Sánchez  | 21 de febrero | 21:30   |
| Aldosivi            | 0 - 1     | Newell's Old Boys       | José María Minella         | 22 de febrero | 17:00   |
| Independiente       | 1 - 1     | Sarmiento               | Libertadores de América    | 22 de febrero | 17:00   |
| Nueva Chicago       | 2 - 2     | Unión                   | República de Mataderos     | 22 de febrero | 17:00   |
| River Plate         | 2 - 2     | Quilmes                 | Monumental                 | 22 de febrero | 18:15   |
| Colón               | 1 - 1     | Argentinos Juniors      | Brigadier Estanislao López | 22 de febrero | 19:10   |
| Temperley           | 0 - 2     | Boca Juniors            | Alfredo Beranger           | 22 de febrero | 21:30   |
| Lanús               | 0 - 0     | Belgrano                | Ciudad de Lanús            | 23 de febrero | 18:00   |
| Defensa y Justicia  | 1 - 2     | San Lorenzo             | Norberto Tomaghello        | 23 de febrero | 21:10   |

| Fecha 3                 | Fecha 3   | Fecha 3             | Fecha 3                     | Fecha 3       | Fecha 3 |
| Local                   | Resultado | Visitante           | Estadio                     | Fecha         | Hora    |
| ----------------------- | --------- | ------------------- | --------------------------- | ------------- | ------- |
| Arsenal                 | 1 - 1     | Nueva Chicago       | El Viaducto                 | 27 de febrero | 18:00   |
| Godoy Cruz              | 2 - 1     | Huracán             | Malvinas Argentinas         | 27 de febrero | 21:10   |
| Tigre                   | 1 - 0     | Olimpo              | Monumental de Victoria      | 28 de febrero | 17:00   |
| Crucero del Norte       | 0 - 1     | Rosario Central     | Comandante Andrés Guacurarí | 28 de febrero | 18:00   |
| Unión                   | 1 - 1     | Lanús               | 15 de abril                 | 28 de febrero | 19:15   |
| Quilmes                 | 1 - 2     | Independiente       | Centenario                  | 28 de febrero | 20:10   |
| San Lorenzo             | 1 - 2     | San Martín (SJ)     | Nuevo Gasómetro             | 28 de febrero | 20:30   |
| Gimnasia y Esgrima (LP) | 1 - 3     | Estudiantes (LP)    | Del Bosque                  | 1 de marzo    | 17:00   |
| Boca Juniors            | 1 - 0     | Atlético de Rafaela | La Bombonera                | 1 de marzo    | 18:15   |
| Racing Club             | 2 - 1     | Temperley           | El Cilindro                 | 1 de marzo    | 19:15   |
| Argentinos Juniors      | 1 - 0     | Defensa y Justicia  | Diego Armando Maradona      | 1 de marzo    | 19:15   |
| Belgrano                | 1 - 2     | River Plate         | Mario Alberto Kempes        | 1 de marzo    | 21:30   |
| Sarmiento               | 2 - 2     | Aldosivi            | Eva Perón                   | 2 de marzo    | 18:00   |
| Banfield                | 0 - 0     | Colón               | Florencio Sola              | 2 de marzo    | 20:15   |
| Newell's Old Boys       | 0 - 0     | Vélez Sarsfield     | Marcelo Bielsa              | 2 de marzo    | 21:10   |

| Fecha 4             | Fecha 4   | Fecha 4                 | Fecha 4                    | Fecha 4    | Fecha 4 |
| Local               | Resultado | Visitante               | Estadio                    | Fecha      | Hora    |
| ------------------- | --------- | ----------------------- | -------------------------- | ---------- | ------- |
| Huracán             | 1 - 1     | Gimnasia y Esgrima (LP) | Tomás A. Ducó              | 6 de marzo | 18:00   |
| Atlético de Rafaela | 1 - 1     | Racing Club             | Nuevo Monumental           | 6 de marzo | 21:10   |
| Nueva Chicago       | 0 - 2     | Godoy Cruz              | República de Mataderos     | 7 de marzo | 17:00   |
| Olimpo              | 1 - 3     | Rosario Central         | Roberto N. Carminatti      | 7 de marzo | 18:00   |
| Aldosivi            | 1 - 1     | Quilmes                 | José María Minella         | 7 de marzo | 19:15   |
| Independiente       | 1 - 2     | Belgrano                | Libertadores de América    | 7 de marzo | 20:10   |
| Newell's Old Boys   | 2 - 0     | Crucero del Norte       | Marcelo Bielsa             | 7 de marzo | 20:30   |
| Vélez Sarsfield     | 1 - 1     | Sarmiento               | José Amalfitani            | 8 de marzo | 17:00   |
| Lanús               | 0 - 0     | Arsenal                 | Ciudad de Lanús            | 8 de marzo | 17:00   |
| Defensa y Justicia  | 1 - 0     | Banfield                | Norberto Tomaghello        | 8 de marzo | 17:00   |
| River Plate         | 2 - 2     | Unión                   | Monumental                 | 8 de marzo | 18:15   |
| San Martín (SJ)     | 0 - 0     | Argentinos Juniors      | Ingeniero Hilario Sánchez  | 8 de marzo | 19:15   |
| Colón               | 1 - 1     | Boca Juniors            | Brigadier Estanislao López | 8 de marzo | 21:30   |
| Temperley           | 1 - 1     | Tigre                   | Alfredo Bernager           | 9 de marzo | 20:00   |
| Estudiantes (LP)    | 0 - 2     | San Lorenzo             | Ciudad de La Plata         | 9 de marzo | 21:10   |

| Fecha 5                 | Fecha 5   | Fecha 5             | Fecha 5                     | Fecha 5     | Fecha 5 |
| Local                   | Resultado | Visitante           | Estadio                     | Fecha       | Hora    |
| ----------------------- | --------- | ------------------- | --------------------------- | ----------- | ------- |
| Crucero del Norte       | 0 - 0     | Olimpo              | Comandante Andrés Guacurarí | 13 de marzo | 18:00   |
| Racing Club             | 4 - 1     | Colón               | El Cilindro                 | 13 de marzo | 21:10   |
| Banfield                | 3 - 2     | San Martín (SJ)     | Florencio Sola              | 14 de marzo | 16:00   |
| Boca Juniors            | 2 - 1     | Defensa y Justicia  | La Bombonera                | 14 de marzo | 18:15   |
| Unión                   | 1 - 1     | Independiente       | 15 de abril                 | 14 de marzo | 20:10   |
| Sarmiento               | 1 - 2     | Newell's Old Boys   | Eva Perón                   | 14 de marzo | 20:30   |
| Quilmes                 | 2 - 1     | Vélez Sarsfield     | Centenario                  | 15 de marzo | 17:00   |
| Argentinos Juniors      | 2 - 2     | Estudiantes (LP)    | Diego Armando Maradona      | 15 de marzo | 18:10   |
| Tigre                   | 2 - 1     | Atlético de Rafaela | Monumental de Victoria      | 15 de marzo | 18:15   |
| San Lorenzo             | 3 - 1     | Huracán             | Nuevo Gasómetro             | 15 de marzo | 18:15   |
| Godoy Cruz              | 1 - 5     | Lanús               | Malvinas Argentinas         | 15 de marzo | 21:30   |
| Rosario Central         | 1 - 0     | Temperley           | Gigante de Arroyito         | 16 de marzo | 16:00   |
| Belgrano                | 0 - 1     | Aldosivi            | Mario Alberto Kempes        | 16 de marzo | 20:00   |
| Arsenal                 | 3 - 3     | River Plate         | El Viaducto                 | 16 de marzo | 21:10   |
| Gimnasia y Esgrima (LP) | 2 - 1     | Nueva Chicago       | Del Bosque                  | 17 de marzo | 16:00   |

| Fecha 6             | Fecha 6   | Fecha 6                 | Fecha 6                    | Fecha 6     | Fecha 6 |
| Local               | Resultado | Visitante               | Estadio                    | Fecha       | Hora    |
| ------------------- | --------- | ----------------------- | -------------------------- | ----------- | ------- |
| Newell's Old Boys   | 1 - 1     | Quilmes                 | Marcelo Bielsa             | 20 de marzo | 20:30   |
| Lanús               | 2 - 0     | Gimnasia y Esgrima (LP) | Ciudad de Lanús            | 20 de marzo | 21:10   |
| Colón               | 0 - 1     | Tigre                   | Brigadier Estanislao López | 21 de marzo | 17:00   |
| Vélez Sarsfield     | 1 - 2     | Belgrano                | José Amalfitani            | 21 de marzo | 18:10   |
| Independiente       | 4 - 0     | Arsenal                 | Libertadores de América    | 21 de marzo | 20:10   |
| Sarmiento           | 2 - 1     | Crucero del Norte       | Eva Perón                  | 21 de marzo | 20:30   |
| Huracán             | 4 - 0     | Argentinos Juniors      | Tomás A. Ducó              | 21 de marzo | 20:30   |
| Atlético de Rafaela | 1 - 1     | Rosario Central         | Nuevo Monumental           | 22 de marzo | 16:00   |
| Estudiantes (LP)    | 1 - 2     | Banfield                | Ciudad de La Plata         | 22 de marzo | 17:00   |
| Defensa y Justicia  | 1 - 1     | Racing Club             | Norberto Tomaghello        | 22 de marzo | 17:00   |
| River Plate         | 1 - 0     | Godoy Cruz              | Monumental                 | 22 de marzo | 18:15   |
| San Martín (SJ)     | 1 - 1     | Boca Juniors            | Ingeniero Hilario Sánchez  | 22 de marzo | 21:30   |
| Nueva Chicago       | 0 - 1     | San Lorenzo             | República de Mataderos     | 23 de marzo | 16:00   |
| Aldosivi            | 3 - 3     | Unión                   | José María Minella         | 23 de marzo | 18:10   |
| Temperley           | 0 - 0     | Olimpo                  | Alfredo Beranger           | 23 de marzo | 21:10   |

| Fecha 7                 | Fecha 7   | Fecha 7             | Fecha 7                     | Fecha 7     | Fecha 7 |
| Local                   | Resultado | Visitante           | Estadio                     | Fecha       | Hora    |
| ----------------------- | --------- | ------------------- | --------------------------- | ----------- | ------- |
| Quilmes                 | 0 - 4     | Sarmiento           | Centenario                  | 27 de marzo | 18:00   |
| Rosario Central         | 1 - 1     | Colón               | Gigante de Arroyito         | 27 de marzo | 21:10   |
| Olimpo                  | 0 - 0     | Atlético de Rafaela | Roberto N. Carminatti       | 28 de marzo | 15:00   |
| Banfield                | 1 - 0     | Huracán             | Florencio Sola              | 28 de marzo | 20:00   |
| Godoy Cruz              | 2 - 2     | Independiente       | Malvinas Argentinas         | 28 de marzo | 20:10   |
| San Lorenzo             | 4 - 0     | Lanús               | Nuevo Gasómetro             | 28 de marzo | 20:30   |
| Crucero del Norte       | 1 - 0     | Temperley           | Comandante Andrés Guacurarí | 28 de marzo | 21:00   |
| Belgrano                | 2 - 0     | Newell's Old Boys   | Mario Alberto Kempes        | 29 de marzo | 16:00   |
| Racing Club             | 2 - 0     | San Martín (SJ)     | El Cilindro                 | 29 de marzo | 17:00   |
| Boca Juniors            | 3 - 0     | Estudiantes (LP)    | La Bombonera                | 29 de marzo | 18:15   |
| Unión                   | 1 - 0     | Vélez Sarsfield     | 15 de abril                 | 29 de marzo | 18:15   |
| Gimnasia y Esgrima (LP) | 2 - 3     | River Plate         | Del Bosque                  | 29 de marzo | 21:30   |
| Arsenal                 | 0 - 3     | Aldosivi            | El Viaducto                 | 30 de marzo | 18:00   |
| Tigre                   | 0 - 0     | Defensa y Justicia  | Monumental de Victoria      | 30 de marzo | 21:10   |
| Argentinos Juniors      | 1 - 1     | Nueva Chicago       | Diego Armando Maradona      | 30 de marzo | 21:10   |

| Fecha 8             | Fecha 8   | Fecha 8                 | Fecha 8                    | Fecha 8    | Fecha 8 |
| Local               | Resultado | Visitante               | Estadio                    | Fecha      | Hora    |
| ------------------- | --------- | ----------------------- | -------------------------- | ---------- | ------- |
| Sarmiento           | 1 - 3     | Belgrano                | Eva Perón                  | 3 de abril | 18:00   |
| Estudiantes (LP)    | 1 - 1     | Racing Club             | Ciudad de La Plata         | 3 de abril | 21:10   |
| Atlético de Rafaela | 1 - 1     | Temperley               | Nuevo Monumental           | 4 de abril | 17:00   |
| Defensa y Justicia  | 3 - 3     | Rosario Central         | Norberto Tomaghello        | 4 de abril | 18:10   |
| Aldosivi            | 2 - 0     | Godoy Cruz              | José María Minella         | 4 de abril | 19:15   |
| Independiente       | 1 - 1     | Gimnasia y Esgrima (LP) | Libertadores de América    | 4 de abril | 20:15   |
| Vélez Sarsfield     | 2 - 1     | Arsenal                 | José Amalfitani            | 4 de abril | 20:30   |
| River Plate         | 1 - 0     | San Lorenzo             | Monumental                 | 5 de abril | 16:00   |
| Lanús               | 0 - 1     | Argentinos Juniors      | Ciudad de Lanús            | 5 de abril | 17:00   |
| Huracán             | 0 - 2     | Boca Juniors            | Tomás A. Ducó              | 5 de abril | 18:15   |
| Colón               | 1 - 0     | Olimpo                  | Brigadier Estanislao López | 5 de abril | 18:15   |
| Quilmes             | 3 - 1     | Crucero del Norte       | Centenario                 | 5 de abril | 20:30   |
| San Martín (SJ)     | 3 - 1     | Tigre                   | Ingeniero Hilario Sánchez  | 5 de abril | 21:30   |
| Nueva Chicago       | 1 - 2     | Banfield                | República de Mataderos     | 6 de abril | 16:00   |
| Newell's Old Boys   | 2 - 0     | Unión                   | Marcelo Bielsa             | 6 de abril | 21:10   |

| Fecha 9                 | Fecha 9   | Fecha 9             | Fecha 9                     | Fecha 9     | Fecha 9 |
| Local                   | Resultado | Visitante           | Estadio                     | Fecha       | Hora    |
| ----------------------- | --------- | ------------------- | --------------------------- | ----------- | ------- |
| Crucero del Norte       | 1 - 1     | Atlético de Rafaela | Comandante Andrés Guacurarí | 10 de abril | 18:00   |
| Temperley               | 2 - 1     | Colón               | Alfredo Beranger            | 10 de abril | 21:10   |
| Godoy Cruz              | 2 - 2     | Vélez Sarsfield     | Malvinas Argentinas         | 11 de abril | 15:00   |
| Gimnasia y Esgrima (LP) | 4 - 1     | Aldosivi            | Del Bosque                  | 11 de abril | 17:10   |
| Rosario Central         | 2 - 1     | San Martín (SJ)     | Gigante de Arroyito         | 11 de abril | 18:10   |
| Racing Club             | 2 - 0     | Huracán             | El Cilindro                 | 11 de abril | 20:15   |
| San Lorenzo             | 1 - 0     | Independiente       | Nuevo Gasómetro             | 11 de abril | 20:30   |
| Olimpo                  | 0 - 0     | Defensa y Justicia  | Roberto N. Carminatti       | 12 de abril | 16:00   |
| Banfield                | 1 - 2     | Lanús               | Florencio Sola              | 12 de abril | 16:00   |
| Unión                   | 0 - 1     | Sarmiento           | 15 de abril                 | 12 de abril | 17:15   |
| Boca Juniors            | 0 - 0     | Nueva Chicago       | La Bombonera                | 12 de abril | 18:15   |
| Argentinos Juniors      | 1 - 2     | River Plate         | Diego Armando Maradona      | 12 de abril | 21:30   |
| Arsenal                 | 3 - 0     | Newell's Old Boys   | El Viaducto                 | 13 de abril | 16:00   |
| Tigre                   | 2 - 0     | Estudiantes (LP)    | Monumental de Victoria      | 13 de abril | 20:10   |
| Belgrano                | 2 - 1     | Quilmes             | Mario Alberto Kempes        | 13 de abril | 21:10   |

| Fecha 10           | Fecha 10  | Fecha 10                | Fecha 10                   | Fecha 10    | Fecha 10 |
| Local              | Resultado | Visitante               | Estadio                    | Fecha       | Hora     |
| ------------------ | --------- | ----------------------- | -------------------------- | ----------- | -------- |
| Estudiantes (LP)   | 1 - 1     | Rosario Central         | Ciudad de La Plata         | 17 de abril | 21:10    |
| Sarmiento          | 2 - 0     | Arsenal                 | Eva Perón                  | 18 de abril | 16:10    |
| Huracán            | 1 - 2     | Tigre                   | Tomás A. Ducó              | 18 de abril | 18:10    |
| Defensa y Justicia | 0 - 1     | Temperley               | Norberto Tomaghello        | 18 de abril | 18:30    |
| Independiente      | 0 - 0     | Argentinos Juniors      | Libertadores de América    | 18 de abril | 20:15    |
| Vélez Sarsfield    | 0 - 1     | Gimnasia y Esgrima (LP) | José Amalfitani            | 18 de abril | 20:30    |
| Belgrano           | 1 - 0     | Crucero del Norte       | Mario Alberto Kempes       | 18 de abril | 21:00    |
| Nueva Chicago      | 0 - 0     | Racing Club             | República de Mataderos     | 19 de abril | 15:00    |
| Aldosivi           | 1 - 0     | San Lorenzo             | José María Minella         | 19 de abril | 17:10    |
| River Plate        | 4 - 1     | Banfield                | Monumental                 | 19 de abril | 18:15    |
| San Martín (SJ)    | 2 - 0     | Olimpo                  | Ingeniero Hilario Sánchez  | 19 de abril | 18:30    |
| Lanús              | 1 - 3     | Boca Juniors            | Ciudad de Lanús            | 19 de abril | 21:30    |
| Quilmes            | 1 - 3     | Unión                   | Centenario                 | 20 de abril | 21:10    |
| Colón              | 2 - 1     | Atlético de Rafaela     | Brigadier Estanislao López | 21 de abril | 18:00    |
| Newell's Old Boys  | 2 - 0     | Godoy Cruz              | Marcelo Bielsa             | 21 de abril | 20:30    |

| Fecha 11                | Fecha 11  | Fecha 11           | Fecha 11                    | Fecha 11    | Fecha 11 |
| Local                   | Resultado | Visitante          | Estadio                     | Fecha       | Hora     |
| ----------------------- | --------- | ------------------ | --------------------------- | ----------- | -------- |
| Godoy Cruz              | 1 - 0     | Sarmiento          | Malvinas Argentinas         | 30 de abril | 18:00    |
| Olimpo                  | 0 - 0     | Estudiantes (LP)   | Roberto N. Carminatti       | 2 de mayo   | 15:00    |
| Gimnasia y Esgrima (LP) | 0 - 0     | Newell's Old Boys  | Del Bosque                  | 2 de mayo   | 17:15    |
| San Lorenzo             | 1 - 0     | Vélez Sarsfield    | Nuevo Gasómetro             | 2 de mayo   | 18:10    |
| Argentinos Juniors      | 0 - 1     | Aldosivi           | Diego Armando Maradona      | 2 de mayo   | 19:30    |
| Racing Club             | 2 - 0     | Lanús              | El Cilindro                 | 2 de mayo   | 20:15    |
| Rosario Central         | 1 - 1     | Huracán            | Gigante de Arroyito         | 2 de mayo   | 20:30    |
| Atlético de Rafaela     | 2 - 1     | Defensa y Justicia | Nuevo Monumental            | 3 de mayo   | 15:00    |
| Banfield                | 1 - 1     | Independiente      | Florencio Sola              | 3 de mayo   | 16:00    |
| Tigre                   | 2 - 0     | Nueva Chicago      | Monumental de Victoria      | 3 de mayo   | 17:10    |
| Boca Juniors            | 2 - 0     | River Plate        | La Bombonera                | 3 de mayo   | 18:15    |
| Unión                   | 1 - 1     | Belgrano           | 15 de abril                 | 3 de mayo   | 21:30    |
| Arsenal                 | 0 - 1     | Quilmes            | El Viaducto                 | 4 de mayo   | 16:00    |
| Crucero del Norte       | 0 - 0     | Colón              | Comandante Andrés Guacurarí | 4 de mayo   | 21:00    |
| Temperley               | 0 - 1     | San Martín (SJ)    | Alfredo Beranger            | 4 de mayo   | 21:10    |

| Fecha 12           | Fecha 12  | Fecha 12                | Fecha 12                  | Fecha 12   | Fecha 12 |
| Local              | Resultado | Visitante               | Estadio                   | Fecha      | Hora     |
| ------------------ | --------- | ----------------------- | ------------------------- | ---------- | -------- |
| Nueva Chicago      | 0 - 2     | Rosario Central         | República de Mataderos    | 8 de mayo  | 15:00    |
| Lanús              | 1 - 1     | Tigre                   | Ciudad de Lanús           | 8 de mayo  | 20:00    |
| Estudiantes (LP)   | 2 - 1     | Temperley               | Ciudad de La Plata        | 8 de mayo  | 21:10    |
| Quilmes            | 0 - 0     | Godoy Cruz              | Centenario                | 9 de mayo  | 16:10    |
| Huracán            | 1 - 3     | Olimpo                  | Tomás A. Ducó             | 9 de mayo  | 18:10    |
| Unión              | 5 - 2     | Crucero del Norte       | 15 de abril               | 9 de mayo  | 18:30    |
| Newell's Old Boys  | 1 - 1     | San Lorenzo             | Marcelo Bielsa            | 9 de mayo  | 20:15    |
| Vélez Sarsfield    | 0 - 1     | Argentinos Juniors      | José Amalfitani           | 9 de mayo  | 20:30    |
| Belgrano           | 2 - 0     | Arsenal                 | Mario Alberto Kempes      | 10 de mayo | 16:00    |
| Aldosivi           | 0 - 3     | Banfield                | José María Minella        | 10 de mayo | 16:00    |
| River Plate        | 0 - 0     | Racing Club             | Monumental                | 10 de mayo | 18:15    |
| San Martín (SJ)    | 1 - 1     | Atlético de Rafaela     | Ingeniero Hilario Sánchez | 10 de mayo | 20:00    |
| Independiente      | 1 - 1     | Boca Juniors            | Libertadores de América   | 10 de mayo | 21:30    |
| Sarmiento          | 0 - 0     | Gimnasia y Esgrima (LP) | Eva Perón                 | 11 de mayo | 18:00    |
| Defensa y Justicia | 2 - 3     | Colón                   | Norberto Tomaghello       | 11 de mayo | 21:10    |

| Fecha 13                | Fecha 13  | Fecha 13           | Fecha 13                    | Fecha 13   | Fecha 13 |
| Local                   | Resultado | Visitante          | Estadio                     | Fecha      | Hora     |
| ----------------------- | --------- | ------------------ | --------------------------- | ---------- | -------- |
| Gimnasia y Esgrima (LP) | 3 - 2     | Quilmes            | Del Bosque                  | 22 de mayo | 18:00    |
| Crucero del Norte       | 3 - 1     | Defensa y Justicia | Comandante Andrés Guacurarí | 22 de mayo | 20:00    |
| Temperley               | 0 - 0     | Huracán            | Alfredo Beranger            | 22 de mayo | 21:10    |
| Arsenal                 | 1 - 1     | Unión              | El Viaducto                 | 23 de mayo | 15:00    |
| Rosario Central         | 1 - 1     | Lanús              | Gigante de Arroyito         | 23 de mayo | 17:10    |
| Colón                   | 2 - 2     | San Martín (SJ)    | Brigadier Estanislao López  | 23 de mayo | 17:40    |
| Banfield                | 1 - 3     | Vélez Sarsfield    | Florencio Sola              | 23 de mayo | 18:10    |
| Olimpo                  | 0 - 0     | Nueva Chicago      | Roberto N. Carminatti       | 23 de mayo | 19:30    |
| San Lorenzo             | 3 - 0     | Sarmiento          | Nuevo Gasómetro             | 23 de mayo | 20:15    |
| Atlético de Rafaela     | 1 - 2     | Estudiantes (LP)   | Nuevo Monumental            | 23 de mayo | 20:30    |
| Racing Club             | 1 - 0     | Independiente      | El Cilindro                 | 24 de mayo | 15:00    |
| Argentinos Juniors      | 2 - 1     | Newell's Old Boys  | Diego Armando Maradona      | 24 de mayo | 16:00    |
| Boca Juniors            | 0 - 3     | Aldosivi           | La Bombonera                | 24 de mayo | 18:15    |
| Godoy Cruz              | 1 - 0     | Belgrano           | Malvinas Argentinas         | 24 de mayo | 18:20    |
| Tigre                   | 0 - 0     | River Plate        | Monumental de Victoria      | 24 de mayo | 21:30    |

| Fecha 14          | Fecha 14  | Fecha 14                | Fecha 14                  | Fecha 14   | Fecha 14 |
| Local             | Resultado | Visitante               | Estadio                   | Fecha      | Hora     |
| ----------------- | --------- | ----------------------- | ------------------------- | ---------- | -------- |
| Quilmes           | 1 - 2     | San Lorenzo             | Centenario                | 29 de mayo | 21:10    |
| Nueva Chicago     | 0 - 2     | Temperley               | República de Mataderos    | 30 de mayo | 15:00    |
| Sarmiento         | 0 - 0     | Argentinos Juniors      | Eva Perón                 | 30 de mayo | 17:10    |
| Belgrano          | 0 - 1     | Gimnasia y Esgrima (LP) | Mario Alberto Kempes      | 30 de mayo | 18:10    |
| Independiente     | 1 - 0     | Tigre                   | Libertadores de América   | 30 de mayo | 20:15    |
| Newell's Old Boys | 1 - 1     | Banfield                | Marcelo Bielsa            | 30 de mayo | 20:30    |
| Unión             | 1 - 0     | Godoy Cruz              | 15 de abril               | 30 de mayo | 20:30    |
| Aldosivi          | 1 - 2     | Racing Club             | José María Minella        | 31 de mayo | 16:00    |
| San Martín (SJ)   | 2 - 2     | Defensa y Justicia      | Ingeniero Hilario Sánchez | 31 de mayo | 16:00    |
| River Plate       | 2 - 0     | Rosario Central         | Monumental                | 31 de mayo | 18:15    |
| Estudiantes (LP)  | 0 - 0     | Colón                   | Ciudad de La Plata        | 31 de mayo | 19:30    |
| Vélez Sarsfield   | 2 - 0     | Boca Juniors            | José Amalfitani           | 31 de mayo | 21:30    |
| Arsenal           | 1 - 0     | Crucero del Norte       | El Viaducto               | 1 de junio | 16:00    |
| Lanús             | 2 - 0     | Olimpo                  | Ciudad de Lanús           | 1 de junio | 21:10    |
| Huracán           | 3 - 2     | Atlético de Rafaela     | Tomás A. Ducó             | 1 de junio | 21:10    |

| Fecha 15                | Fecha 15  | Fecha 15          | Fecha 15                    | Fecha 15   | Fecha 15 |
| Local                   | Resultado | Visitante         | Estadio                     | Fecha      | Hora     |
| ----------------------- | --------- | ----------------- | --------------------------- | ---------- | -------- |
| Gimnasia y Esgrima (LP) | 5 - 2     | Unión             | Del Bosque                  | 5 de junio | 18:00    |
| Banfield                | 0 - 0     | Sarmiento         | Florencio Sola              | 5 de junio | 20:00    |
| Argentinos Juniors      | 0 - 2     | Quilmes           | Diego Armando Maradona      | 5 de junio | 21:10    |
| Colón                   | 1 - 1     | Huracán           | Brigadier Estanislao López  | 6 de junio | 15:00    |
| Temperley               | 1 - 1     | Lanús             | Alfredo Beranger            | 6 de junio | 17:15    |
| San Lorenzo             | 0 - 0     | Belgrano          | Nuevo Gasómetro             | 6 de junio | 18:00    |
| Crucero del Norte       | 3 - 1     | San Martín (SJ)   | Comandante Andrés Guacurarí | 7 de junio | 11:00    |
| Rosario Central         | 1 - 1     | Independiente     | Gigante de Arroyito         | 7 de junio | 15:00    |
| Atlético de Rafaela     | 2 - 0     | Nueva Chicago     | Nuevo Monumental            | 7 de junio | 16:05    |
| Racing Club             | 3 - 1     | Vélez Sarsfield   | El Cilindro                 | 7 de junio | 17:00    |
| Boca Juniors            | 4 - 0     | Newell's Old Boys | La Bombonera                | 7 de junio | 18:15    |
| Godoy Cruz              | 0 - 0     | Arsenal           | Malvinas Argentinas         | 7 de junio | 20:00    |
| Olimpo                  | 1 - 1     | River Plate       | Roberto N. Carminatti       | 7 de junio | 21:30    |
| Tigre                   | 2 - 1     | Aldosivi          | Monumental de Victoria      | 8 de junio | 18:00    |
| Defensa y Justicia      | 0 - 1     | Estudiantes (LP)  | Norberto Tomaghello         | 8 de junio | 20:10    |

| Fecha 16          | Fecha 16  | Fecha 16                | Fecha 16                | Fecha 16    | Fecha 16 |
| Local             | Resultado | Visitante               | Estadio                 | Fecha       | Hora     |
| ----------------- | --------- | ----------------------- | ----------------------- | ----------- | -------- |
| Arsenal           | 0 - 1     | Gimnasia y Esgrima (LP) | El Viaducto             | 10 de julio | 18:00    |
| Estudiantes (LP)  | 0 - 0     | San Martín (SJ)         | Ciudad de La Plata      | 10 de julio | 21:10    |
| Belgrano          | 2 - 1     | Argentinos Juniors      | Mario Alberto Kempes    | 11 de julio | 15:00    |
| River Plate       | 1 - 1     | Temperley               | Monumental              | 11 de julio | 17:00    |
| Unión             | 1 - 1     | San Lorenzo             | 15 de abril             | 11 de julio | 19:10    |
| Quilmes           | 0 - 1     | Banfield                | Centenario              | 11 de julio | 19:10    |
| Huracán           | 0 - 0     | Defensa y Justicia      | Tomás A. Ducó           | 11 de julio | 20:30    |
| Lanús             | 3 - 0     | Atlético de Rafaela     | Ciudad de Lanús         | 11 de julio | 21:30    |
| Nueva Chicago     | 0 - 0     | Colón                   | República de Mataderos  | 12 de julio | 14:00    |
| Independiente     | 3 - 1     | Olimpo                  | Libertadores de América | 12 de julio | 15:00    |
| Newell's Old Boys | 3 - 0     | Racing Club             | Marcelo Bielsa          | 12 de julio | 17:00    |
| Godoy Cruz        | 3 - 0     | Crucero del Norte       | Malvinas Argentinas     | 12 de julio | 18:15    |
| Sarmiento         | 0 - 1     | Boca Juniors            | Eva Perón               | 12 de julio | 21:30    |
| Aldosivi          | 1 - 3     | Rosario Central         | José María Minella      | 13 de julio | 18:00    |
| Vélez Sarsfield   | 2 - 2     | Tigre                   | José Amalfitani         | 13 de julio | 21:10    |

| Fecha 17                | Fecha 17  | Fecha 17          | Fecha 17                    | Fecha 17    | Fecha 17 |
| Local                   | Resultado | Visitante         | Estadio                     | Fecha       | Hora     |
| ----------------------- | --------- | ----------------- | --------------------------- | ----------- | -------- |
| San Lorenzo             | 3 - 0     | Arsenal           | Nuevo Gasómetro             | 17 de julio | 19:00    |
| Banfield                | 1 - 2     | Belgrano          | Florencio Sola              | 17 de julio | 21:30    |
| Olimpo                  | 3 - 1     | Aldosivi          | Roberto N. Carminatti       | 18 de julio | 14:00    |
| Defensa y Justicia      | 2 - 1     | Nueva Chicago     | Norberto Tomaghello         | 18 de julio | 16:10    |
| Boca Juniors            | 2 - 1     | Quilmes           | La Bombonera                | 18 de julio | 16:10    |
| Atlético de Rafaela     | 1 - 5     | River Plate       | Nuevo Monumental            | 18 de julio | 18:30    |
| Racing Club             | 2 - 1     | Sarmiento         | El Cilindro                 | 18 de julio | 20:10    |
| Colón                   | 1 - 2     | Lanús             | Brigadier Estanislao López  | 18 de julio | 20:30    |
| San Martín (SJ)         | 3 - 2     | Huracán           | Ingeniero Hilario Sánchez   | 19 de julio | 16:00    |
| Tigre                   | 0 - 0     | Newell's Old Boys | Monumental de Victoria      | 19 de julio | 16:00    |
| Rosario Central         | 0 - 0     | Vélez Sarsfield   | Gigante de Arroyito         | 19 de julio | 18:15    |
| Temperley               | 0 - 1     | Independiente     | Alfredo Beranger            | 19 de julio | 21:30    |
| Gimnasia y Esgrima (LP) | 2 - 0     | Godoy Cruz        | Del Bosque                  | 20 de julio | 15:15    |
| Crucero del Norte       | 1 - 2     | Estudiantes (LP)  | Comandante Andrés Guacurarí | 20 de julio | 20:00    |
| Argentinos Juniors      | 1 - 2     | Unión             | Diego Armando Maradona      | 20 de julio | 21:10    |

| Fecha 18                | Fecha 18  | Fecha 18            | Fecha 18                | Fecha 18    | Fecha 18 |
| Local                   | Resultado | Visitante           | Estadio                 | Fecha       | Hora     |
| ----------------------- | --------- | ------------------- | ----------------------- | ----------- | -------- |
| Aldosivi                | 0 - 0     | Temperley           | José María Minella      | 24 de julio | 21:10    |
| Gimnasia y Esgrima (LP) | 2 - 1     | Crucero del Norte   | Del Bosque              | 25 de julio | 15:00    |
| Sarmiento               | 0 - 1     | Tigre               | Eva Perón               | 25 de julio | 16:15    |
| River Plate             | 3 - 1     | Colón               | Monumental              | 25 de julio | 17:15    |
| Unión                   | 0 - 0     | Banfield            | 15 de abril             | 25 de julio | 18:45    |
| Independiente           | 2 - 0     | Atlético de Rafaela | Libertadores de América | 25 de julio | 20:10    |
| Vélez Sarsfield         | 0 - 2     | Olimpo              | José Amalfitani         | 25 de julio | 20:30    |
| Newell's Old Boys       | 0 - 1     | Rosario Central     | Marcelo Bielsa          | 26 de julio | 15:00    |
| Godoy Cruz              | 1 - 1     | San Lorenzo         | Malvinas Argentinas     | 26 de julio | 15:00    |
| Quilmes                 | 2 - 1     | Racing Club         | Centenario              | 26 de julio | 17:30    |
| Huracán                 | 1 - 0     | Estudiantes (LP)    | Tomás A. Ducó           | 26 de julio | 18:15    |
| Lanús                   | 0 - 1     | Defensa y Justicia  | Ciudad de Lanús         | 26 de julio | 19:45    |
| Belgrano                | 0 - 1     | Boca Juniors        | Mario Alberto Kempes    | 26 de julio | 21:30    |
| Nueva Chicago           | 0 - 0     | San Martín (SJ)     | República de Mataderos  | 27 de julio | 15:00    |
| Arsenal                 | 3 - 2     | Argentinos Juniors  | El Viaducto             | 27 de julio | 18:00    |

| Fecha 19            | Fecha 19  | Fecha 19                | Fecha 19                    | Fecha 19      | Fecha 19 |
| Local               | Resultado | Visitante               | Estadio                     | Fecha         | Hora     |
| ------------------- | --------- | ----------------------- | --------------------------- | ------------- | -------- |
| Atlético de Rafaela | 2 - 1     | Aldosivi                | Nuevo Monumental            | 31 de julio   | 18:00    |
| Temperley           | 2 - 1     | Vélez Sarsfield         | Alfredo Beranger            | 31 de julio   | 21:10    |
| Argentinos Juniors  | 0 - 0     | Godoy Cruz              | Diego Armando Maradona      | 1 de agosto   | 15:30    |
| Estudiantes (LP)    | 1 - 0     | Nueva Chicago           | Ciudad de La Plata          | 1 de agosto   | 17:15    |
| San Lorenzo         | 1 - 0     | Gimnasia y Esgrima (LP) | Nuevo Gasómetro             | 1 de agosto   | 18:10    |
| Rosario Central     | 1 - 1     | Sarmiento               | Gigante de Arroyito         | 1 de agosto   | 20:00    |
| Colón               | 0 - 1     | Independiente           | Brigadier Estanislao López  | 1 de agosto   | 20:10    |
| Olimpo              | 2 - 0     | Newell's Old Boys       | Roberto N. Carminatti       | 2 de agosto   | 15:30    |
| Racing Club         | 0 - 0     | Belgrano                | El Cilindro                 | 2 de agosto   | 16:00    |
| Crucero del Norte   | 3 - 3     | Huracán                 | Comandante Andrés Guacurarí | 2 de agosto   | 17:30    |
| Boca Juniors        | 3 - 4     | Unión                   | La Bombonera                | 2 de agosto   | 18:15    |
| Tigre               | 0 - 1     | Quilmes                 | Monumental de Victoria      | 3 de agosto   | 18:00    |
| Banfield            | 4 - 1     | Arsenal                 | Florencio Sola              | 3 de agosto   | 21:10    |
| San Martín (SJ)     | 1 - 1     | Lanús                   | Ingeniero Hilario Sánchez   | 11 de agosto  | 21:30    |
| Defensa y Justicia  | 1 - 0     | River Plate             | Norberto Tomaghello         | 14 de octubre | 20:45    |

| Fecha 20                | Fecha 20  | Fecha 20            | Fecha 20                | Fecha 20     | Fecha 20 |
| Local                   | Resultado | Visitante           | Estadio                 | Fecha        | Hora     |
| ----------------------- | --------- | ------------------- | ----------------------- | ------------ | -------- |
| Sarmiento               | 0 - 0     | Olimpo              | Eva Perón               | 14 de agosto | 18:00    |
| Belgrano                | 1 - 0     | Tigre               | Mario Alberto Kempes    | 14 de agosto | 20:00    |
| Independiente           | 1 - 0     | Defensa y Justicia  | Libertadores de América | 14 de agosto | 21:10    |
| Nueva Chicago           | 3 - 0     | Huracán             | República de Mataderos  | 15 de agosto | 15:00    |
| Godoy Cruz              | 1 - 2     | Banfield            | Malvinas Argentinas     | 15 de agosto | 16:00    |
| Aldosivi                | 1 - 1     | Colón               | José María Minella      | 15 de agosto | 17:10    |
| Unión                   | 1 - 2     | Racing Club         | 15 de abril             | 15 de agosto | 18:10    |
| Lanús                   | 0 - 0     | Estudiantes (LP)    | Ciudad de Lanús         | 15 de agosto | 20:30    |
| San Lorenzo             | 2 - 1     | Crucero del Norte   | Nuevo Gasómetro         | 16 de agosto | 16:00    |
| Gimnasia y Esgrima (LP) | 4 - 2     | Argentinos Juniors  | Del Bosque              | 16 de agosto | 16:00    |
| Vélez Sarsfield         | 2 - 2     | Atlético de Rafaela | José Amalfitani         | 16 de agosto | 18:15    |
| Newell's Old Boys       | 0 - 0     | Temperley           | Marcelo Bielsa          | 16 de agosto | 19:20    |
| Arsenal                 | 1 - 2     | Boca Juniors        | El Viaducto             | 16 de agosto | 21:30    |
| River Plate             | 0 - 1     | San Martín (SJ)     | Monumental              | 17 de agosto | 18:00    |
| Quilmes                 | 3 - 1     | Rosario Central     | Centenario              | 17 de agosto | 21:10    |

| Fecha 21            | Fecha 21  | Fecha 21                | Fecha 21                    | Fecha 21     | Fecha 21 |
| Local               | Resultado | Visitante               | Estadio                     | Fecha        | Hora     |
| ------------------- | --------- | ----------------------- | --------------------------- | ------------ | -------- |
| Atlético de Rafaela | 1 - 1     | Newell's Old Boys       | Nuevo Monumental            | 21 de agosto | 20:00    |
| Banfield            | 1 - 0     | Gimnasia y Esgrima (LP) | Florencio Sola              | 21 de agosto | 21:10    |
| Olimpo              | 0 - 1     | Quilmes                 | Roberto N. Carminatti       | 22 de agosto | 15:00    |
| Racing Club         | 2 - 1     | Arsenal                 | El Cilindro                 | 22 de agosto | 16:30    |
| Colón               | 0 - 0     | Vélez Sarsfield         | Brigadier Estanislao López  | 22 de agosto | 17:10    |
| San Martín (SJ)     | 1 - 1     | Independiente           | Ingeniero Hilario Sánchez   | 22 de agosto | 18:10    |
| Argentinos Juniors  | 2 - 3     | San Lorenzo             | Diego Armando Maradona      | 22 de agosto | 20:30    |
| Crucero del Norte   | 0 - 1     | Nueva Chicago           | Comandante Andrés Guacurarí | 23 de agosto | 15:10    |
| Huracán             | 0 - 0     | Lanús                   | Tomás A. Ducó               | 23 de agosto | 16:00    |
| Rosario Central     | 3 - 1     | Belgrano                | Gigante de Arroyito         | 23 de agosto | 16:00    |
| Tigre               | 2 - 1     | Unión                   | Monumental de Victoria      | 23 de agosto | 17:20    |
| Boca Juniors        | 2 - 0     | Godoy Cruz              | La Bombonera                | 23 de agosto | 18:15    |
| Estudiantes (LP)    | 2 - 1     | River Plate             | Ciudad de La Plata          | 23 de agosto | 21:30    |
| Defensa y Justicia  | 4 - 0     | Aldosivi                | Norberto Tomaghello         | 24 de agosto | 20:00    |
| Temperley           | 0 - 0     | Sarmiento               | Alfredo Beranger            | 24 de agosto | 21:10    |

| Fecha 22                | Fecha 22  | Fecha 22            | Fecha 22                | Fecha 22     | Fecha 22 |
| Local                   | Resultado | Visitante           | Estadio                 | Fecha        | Hora     |
| ----------------------- | --------- | ------------------- | ----------------------- | ------------ | -------- |
| Argentinos Juniors      | 4 - 0     | Crucero del Norte   | Diego Armando Maradona  | 28 de agosto | 21:10    |
| Quilmes                 | 0 - 0     | Temperley           | Centenario              | 29 de agosto | 16:00    |
| Aldosivi                | 2 - 0     | San Martín (SJ)     | José María Minella      | 29 de agosto | 17:10    |
| Gimnasia y Esgrima (LP) | 1 - 2     | Boca Juniors        | Del Bosque              | 29 de agosto | 18:15    |
| Newell's Old Boys       | 0 - 1     | Colón               | Marcelo Bielsa          | 29 de agosto | 20:30    |
| Vélez Sarsfield         | 2 - 1     | Defensa y Justicia  | José Amalfitani         | 29 de agosto | 20:30    |
| Arsenal                 | 2 - 0     | Tigre               | El Viaducto             | 30 de agosto | 15:10    |
| Godoy Cruz              | 1 - 2     | Racing Club         | Malvinas Argentinas     | 30 de agosto | 16:10    |
| San Lorenzo             | 0 - 0     | Banfield            | Nuevo Gasómetro         | 30 de agosto | 16:10    |
| Sarmiento               | 0 - 1     | Atlético de Rafaela | Eva Perón               | 30 de agosto | 17:20    |
| River Plate             | 1 - 1     | Huracán             | Monumental              | 30 de agosto | 18:20    |
| Unión                   | 0 - 1     | Rosario Central     | 15 de abril             | 30 de agosto | 19:30    |
| Independiente           | 1 - 1     | Estudiantes (LP)    | Libertadores de América | 30 de agosto | 21:30    |
| Belgrano                | 0 - 0     | Olimpo              | Mario Alberto Kempes    | 31 de agosto | 20:10    |
| Lanús                   | 1 - 0     | Nueva Chicago       | Ciudad de Lanús         | 31 de agosto | 21:10    |

| Fecha 23            | Fecha 23  | Fecha 23                | Fecha 23                    | Fecha 23        | Fecha 23 |
| Local               | Resultado | Visitante               | Estadio                     | Fecha           | Hora     |
| ------------------- | --------- | ----------------------- | --------------------------- | --------------- | -------- |
| Tigre               | 2 - 1     | Godoy Cruz              | Monumental de Victoria      | 4 de septiembre | 19:10    |
| Banfield            | 1 - 1     | Argentinos Juniors      | Florencio Sola              | 4 de septiembre | 19:10    |
| Crucero del Norte   | 1 - 3     | Lanús                   | Comandante Andrés Guacurari | 5 de septiembre | 15:10    |
| Rosario Central     | 1 - 0     | Arsenal                 | Gigante de Arroyito         | 5 de septiembre | 16:45    |
| Colón               | 0 - 1     | Sarmiento               | Brigadier Estanislao López  | 5 de septiembre | 17:20    |
| Huracán             | 1 - 1     | Independiente           | Tomás A. Ducó               | 5 de septiembre | 18:10    |
| Defensa y Justicia  | 1 - 0     | Newell's Old Boys       | Norberto Tomaghello         | 5 de septiembre | 19:00    |
| Temperley           | 2 - 1     | Belgrano                | Alfredo Beranger            | 5 de septiembre | 20:30    |
| Nueva Chicago       | 1 - 4     | River Plate             | República de Mataderos      | 6 de septiembre | 16:00    |
| San Martín (SJ)     | 3 - 1     | Vélez Sarsfield         | Ingeniero Hilario Sánchez   | 6 de septiembre | 17:10    |
| Boca Juniors        | 0 - 1     | San Lorenzo             | La Bombonera                | 6 de septiembre | 18:15    |
| Olimpo              | 0 - 0     | Unión                   | Roberto N. Carminatti       | 6 de septiembre | 19:20    |
| Racing Club         | 2 - 0     | Gimnasia y Esgrima (LP) | El Cilindro                 | 6 de septiembre | 21:30    |
| Atlético de Rafaela | 2 - 4     | Quilmes                 | Nuevo Monumental            | 7 de septiembre | 20:00    |
| Estudiantes (LP)    | 2 - 1     | Aldosivi                | Ciudad de La Plata          | 7 de septiembre | 21:10    |

| Fecha 24            | Fecha 24  | Fecha 24                | Fecha 24                   | Fecha 24         | Fecha 24 |
| Local               | Resultado | Visitante               | Estadio                    | Fecha            | Hora     |
| ------------------- | --------- | ----------------------- | -------------------------- | ---------------- | -------- |
| Defensa y Justicia  | 1 - 0     | Arsenal                 | Norberto Tomaghello        | 11 de septiembre | 21:10    |
| Nueva Chicago       | 1 - 2     | Argentinos Juniors      | República de Mataderos     | 12 de septiembre | 14:00    |
| San Martín (SJ)     | 1 - 2     | Godoy Cruz              | Ingeniero Hilario Sánchez  | 12 de septiembre | 16:10    |
| Independiente       | 3 - 0     | Racing Club             | Libertadores de América    | 12 de septiembre | 16:10    |
| Huracán             | 1 - 0     | San Lorenzo             | Tomás A. Ducó              | 12 de septiembre | 18:10    |
| Olimpo              | 1 - 0     | Sarmiento               | Roberto N. Carminatti      | 12 de septiembre | 18:20    |
| Atlético de Rafaela | 1 - 1     | Belgrano                | Nuevo Monumental           | 12 de septiembre | 20:30    |
| Tigre               | 3 - 0     | Vélez Sarsfield         | Monumental de Victoria     | 12 de septiembre | 21:30    |
| Rosario Central     | 0 - 0     | Newell's Old Boys       | Gigante de Arroyito        | 13 de septiembre | 15:10    |
| Estudiantes (LP)    | 1 - 1     | Gimnasia y Esgrima (LP) | Ciudad de La Plata         | 13 de septiembre | 16:00    |
| Colón               | 0 - 0     | Unión                   | Brigadier Estanislao López | 13 de septiembre | 16:40    |
| River Plate         | 0 - 1     | Boca Juniors            | Monumental                 | 13 de septiembre | 18:15    |
| Lanús               | 0 - 1     | Banfield                | Ciudad de Lanús            | 13 de septiembre | 21:30    |
| Aldosivi            | 2 - 0     | Crucero del Norte       | José María Minella         | 14 de septiembre | 18:00    |
| Temperley           | 0 - 0     | Quilmes                 | Alfredo Beranger           | 14 de septiembre | 21:10    |

| Fecha 25                | Fecha 25  | Fecha 25            | Fecha 25                | Fecha 25         | Fecha 25 |
| Local                   | Resultado | Visitante           | Estadio                 | Fecha            | Hora     |
| ----------------------- | --------- | ------------------- | ----------------------- | ---------------- | -------- |
| Sarmiento               | 2 - 1     | Defensa y Justicia  | Eva Perón               | 18 de septiembre | 21:10    |
| Aldosivi                | 0 - 0     | Huracán             | José María Minella      | 19 de septiembre | 11:00    |
| Argentinos Juniors      | 1 - 3     | Boca Juniors        | Diego Armando Maradona  | 19 de septiembre | 16:30    |
| Godoy Cruz              | 1 - 3     | Rosario Central     | Malvinas Argentinas     | 19 de septiembre | 16:30    |
| Independiente           | 2 - 1     | Nueva Chicago       | Libertadores de América | 19 de septiembre | 18:10    |
| Gimnasia y Esgrima (LP) | 1 - 1     | Tigre               | Del Bosque              | 19 de septiembre | 18:45    |
| Newell's Old Boys       | 1 - 0     | San Martín (SJ)     | Marcelo Bielsa          | 19 de septiembre | 19:00    |
| Vélez Sarsfield         | 0 - 1     | Estudiantes (LP)    | José Amalfitani         | 19 de septiembre | 20:30    |
| Arsenal                 | 2 - 1     | Olimpo              | El Viaducto             | 20 de septiembre | 15:00    |
| Banfield                | 2 - 1     | Crucero del Norte   | Florencio Sola          | 20 de septiembre | 16:00    |
| Unión                   | 2 - 1     | Temperley           | 15 de abril             | 20 de septiembre | 17:10    |
| River Plate             | 1 - 1     | Lanús               | Monumental              | 20 de septiembre | 18:15    |
| San Lorenzo             | 2 - 1     | Racing Club         | Nuevo Gasómetro         | 20 de septiembre | 21:30    |
| Belgrano                | 0 - 0     | Atlético de Rafaela | Mario Alberto Kempes    | 21 de septiembre | 20:00    |
| Quilmes                 | 1 - 0     | Colón               | Centenario              | 21 de septiembre | 21:10    |

| Fecha 26            | Fecha 26  | Fecha 26                | Fecha 26                   | Fecha 26         | Fecha 26 |
| Local               | Resultado | Visitante               | Estadio                    | Fecha            | Hora     |
| ------------------- | --------- | ----------------------- | -------------------------- | ---------------- | -------- |
| Olimpo              | 1 - 0     | Godoy Cruz              | Roberto N. Carminatti      | 25 de septiembre | 21:10    |
| Nueva Chicago       | 3 - 1     | Aldosivi                | República de Mataderos     | 26 de septiembre | 16:00    |
| Atlético de Rafaela | 2 - 3     | Unión                   | Nuevo Monumental           | 26 de septiembre | 16:00    |
| Tigre               | 1 - 1     | San Lorenzo             | Monumental de Victoria     | 26 de septiembre | 18:10    |
| Colón               | 0 - 1     | Belgrano                | Brigadier Estanislao López | 26 de septiembre | 18:15    |
| Crucero del Norte   | 0 - 1     | River Plate             | Centenario (Resistencia)   | 26 de septiembre | 20:30    |
| Racing Club         | 1 - 0     | Argentinos Juniors      | El Cilindro                | 26 de septiembre | 20:30    |
| Huracán             | 0 - 0     | Vélez Sarsfield         | Tomás A. Ducó              | 27 de septiembre | 16:00    |
| Rosario Central     | 4 - 0     | Gimnasia y Esgrima (LP) | Gigante de Arroyito        | 27 de septiembre | 16:00    |
| Defensa y Justicia  | 0 - 1     | Quilmes                 | Norberto Tomaghelo         | 27 de septiembre | 17:10    |
| Boca Juniors        | 3 - 0     | Banfield                | La Bombonera               | 27 de septiembre | 18:15    |
| San Martín (SJ)     | 0 - 1     | Sarmiento               | Ingeniero Hilario Sánchez  | 27 de septiembre | 19:20    |
| Lanús               | 1 - 1     | Independiente           | Ciudad de Lanús            | 27 de septiembre | 21:30    |
| Temperley           | 1 - 2     | Arsenal                 | Alfredo Beranger           | 28 de septiembre | 19:00    |
| Estudiantes (LP)    | 0 - 2     | Newell's Old Boys       | Ciudad de La Plata         | 28 de septiembre | 21:10    |

| Fecha 27                | Fecha 27  | Fecha 27            | Fecha 27                | Fecha 27     | Fecha 27 |
| Local                   | Resultado | Visitante           | Estadio                 | Fecha        | Hora     |
| ----------------------- | --------- | ------------------- | ----------------------- | ------------ | -------- |
| Belgrano                | 1 - 0     | Defensa y Justicia  | Mario Alberto Kempes    | 2 de octubre | 20:00    |
| Quilmes                 | 2 - 0     | San Martín (SJ)     | Centenario              | 2 de octubre | 21:10    |
| Arsenal                 | 1 - 1     | Atlético de Rafaela | El Viaducto             | 3 de octubre | 15:00    |
| Sarmiento               | 0 - 1     | Estudiantes (LP)    | Eva Perón               | 3 de octubre | 16:15    |
| Argentinos Juniors      | 2 - 1     | Tigre               | Diego Armando Maradona  | 3 de octubre | 17:10    |
| San Lorenzo             | 2 - 2     | Rosario Central     | Nuevo Gasómetro         | 3 de octubre | 18:10    |
| Gimnasia y Esgrima (LP) | 2 - 2     | Olimpo              | Del Bosque              | 3 de octubre | 20:30    |
| Vélez Sarsfield         | 1 - 2     | Nueva Chicago       | José Amalfitani         | 4 de octubre | 14:00    |
| Unión                   | 0 - 0     | Colón               | 15 de abril             | 4 de octubre | 16:00    |
| Godoy Cruz              | 3 - 0     | Temperley           | Malvinas Argentinas     | 4 de octubre | 16:15    |
| Boca Juniors            | 1 - 0     | Crucero del Norte   | La Bombonera            | 4 de octubre | 18:30    |
| Newell's Old Boys       | 2 - 0     | Huracán             | Marcelo Bielsa          | 4 de octubre | 19:30    |
| Independiente           | 3 - 0     | River Plate         | Libertadores de América | 4 de octubre | 21:30    |
| Aldosivi                | 3 - 1     | Lanús               | José María Minella      | 5 de octubre | 20:00    |
| Banfield                | 0 - 0     | Racing Club         | Florencio Sola          | 5 de octubre | 21:10    |

| Fecha 28            | Fecha 28  | Fecha 28                | Fecha 28                    | Fecha 28      | Fecha 28 |
| Local               | Resultado | Visitante               | Estadio                     | Fecha         | Hora     |
| ------------------- | --------- | ----------------------- | --------------------------- | ------------- | -------- |
| Huracán             | 3 - 0     | Sarmiento               | Tomás A. Ducó               | 16 de octubre | 20:00    |
| Crucero del Norte   | 0 - 4     | Independiente           | Comandante Andrés Guacurarí | 16 de octubre | 21:10    |
| Nueva Chicago       | 5 - 0     | Newell's Old Boys       | República de Mataderos      | 17 de octubre | 15:15    |
| Atlético de Rafaela | 1 - 4     | Godoy Cruz              | Nuevo Monumental            | 17 de octubre | 16:15    |
| Colón               | 3 - 1     | Arsenal                 | Brigadier Estanislao López  | 17 de octubre | 17:30    |
| San Martín (SJ)     | 1 - 1     | Belgrano                | Ingeniero Hilario Sánchez   | 17 de octubre | 18:30    |
| Estudiantes (LP)    | 4 - 1     | Quilmes                 | Ciudad de La Plata          | 17 de octubre | 20:30    |
| Lanús               | 0 - 1     | Vélez Sarsfield         | Ciudad de Lanús             | 17 de octubre | 20:45    |
| Olimpo              | 2 - 1     | San Lorenzo             | Roberto N. Carminatti       | 18 de octubre | 16:10    |
| Rosario Central     | 2 - 0     | Argentinos Juniors      | Gigante de Arroyito         | 18 de octubre | 16:10    |
| Tigre               | 3 - 1     | Banfield                | Monumental de Victoria      | 18 de octubre | 16:15    |
| River Plate         | 1 - 1     | Aldosivi                | Monumental                  | 18 de octubre | 18:30    |
| Racing Club         | 3 - 1     | Boca Juniors            | El Cilindro                 | 18 de octubre | 21:30    |
| Defensa y Justicia  | 0 - 0     | Unión                   | Norberto Tomaghello         | 19 de octubre | 20:15    |
| Temperley           | 1 - 3     | Gimnasia y Esgrima (LP) | Alfredo Beranger            | 20 de octubre | 17:00    |

| Fecha 29                | Fecha 29  | Fecha 29            | Fecha 29               | Fecha 29       | Fecha 29 |
| Local                   | Resultado | Visitante           | Estadio                | Fecha          | Hora     |
| ----------------------- | --------- | ------------------- | ---------------------- | -------------- | -------- |
| Godoy Cruz              | 1 - 3     | Colón               | Malvinas Argentinas    | 30 de octubre  | 21:10    |
| Sarmiento               | 1 - 2     | Nueva Chicago       | Eva Perón              | 30 de octubre  | 21:10    |
| Belgrano                | 2 - 1     | Estudiantes (LP)    | Mario Alberto Kempes   | 31 de octubre  | 16:30    |
| Gimnasia y Esgrima (LP) | 1 - 0     | Atlético de Rafaela | Del Bosque             | 31 de octubre  | 17:10    |
| Vélez Sarsfield         | 0 - 1     | River Plate         | José Amalfitani        | 31 de octubre  | 19:00    |
| Unión                   | 0 - 0     | San Martín (SJ)     | 15 de abril            | 31 de octubre  | 19:20    |
| Racing Club             | 3 - 0     | Crucero del Norte   | El Cilindro            | 31 de octubre  | 20:30    |
| Newell's Old Boys       | 1 - 1     | Lanús               | Marcelo Bielsa         | 31 de octubre  | 21:10    |
| Quilmes                 | 2 - 1     | Huracán             | Centenario             | 1 de noviembre | 15:30    |
| Boca Juniors            | 1 - 0     | Tigre               | La Bombonera           | 1 de noviembre | 18:00    |
| Banfield                | 2 - 1     | Rosario Central     | Florencio Sola         | 1 de noviembre | 18:00    |
| San Lorenzo             | 2 - 0     | Temperley           | Nuevo Gasómetro        | 1 de noviembre | 18:00    |
| Aldosivi                | 1 - 0     | Independiente       | José María Minella     | 1 de noviembre | 21:30    |
| Arsenal                 | 1 - 0     | Defensa y Justicia  | El Viaducto            | 2 de noviembre | 20:00    |
| Argentinos Juniors      | 0 - 1     | Olimpo              | Diego Armando Maradona | 2 de noviembre | 21:10    |

| Fecha 30            | Fecha 30  | Fecha 30                | Fecha 30                    | Fecha 30       | Fecha 30 |
| Local               | Resultado | Visitante               | Estadio                     | Fecha          | Hora     |
| ------------------- | --------- | ----------------------- | --------------------------- | -------------- | -------- |
| Lanús               | 2 - 1     | Sarmiento               | Ciudad de Lanús             | 6 de noviembre | 21:10    |
| Defensa y Justicia  | 1 - 1     | Godoy Cruz              | Norberto Tomaghello         | 7 de noviembre | 15:30    |
| Colón               | 2 - 1     | Gimnasia y Esgrima (LP) | Brigadier Estanislao López  | 7 de noviembre | 18:00    |
| San Martín (SJ)     | 1 - 0     | Arsenal                 | Ingeniero Hilario Sánchez   | 7 de noviembre | 18:30    |
| Estudiantes (LP)    | 2 - 0     | Unión                   | El Viaducto                 | 7 de noviembre | 20:30    |
| Olimpo              | 1 - 2     | Banfield                | Roberto N. Carminatti       | 7 de noviembre | 20:30    |
| River Plate         | 0 - 2     | Newell's Old Boys       | Monumental                  | 8 de noviembre | 16:00    |
| Atlético de Rafaela | 0 - 1     | San Lorenzo             | Nuevo Monumental            | 8 de noviembre | 18:15    |
| Rosario Central     | 3 - 1     | Boca Juniors            | Gigante de Arroyito         | 8 de noviembre | 18:15    |
| Tigre               | 0 - 0     | Racing Club             | Monumental de Victoria      | 8 de noviembre | 18:15    |
| Independiente       | 1 - 0     | Vélez Sarsfield         | Libertadores de América     | 8 de noviembre | 21:30    |
| Nueva Chicago       | 2 - 1     | Quilmes                 | República de Mataderos      | 9 de noviembre | 15:30    |
| Huracán             | 1 - 1     | Belgrano                | Tomás A. Ducó               | 9 de noviembre | 15:30    |
| Temperley           | 0 - 0     | Argentinos Juniors      | Alfredo Beranger            | 9 de noviembre | 15:30    |
| Crucero del Norte   | 0 - 2     | Aldosivi                | Comandante Andrés Guacurarí | 9 de noviembre | 20:10    |

| 1. 2. 3. 4. 5. 6. 7. 8. |

## Clasificados a la Copa Libertadores 2016
Argentina tuvo 6 cupos en la Copa Libertadores 2016, los 4 primeros a la segunda fase y los 2 restantes a la primera. Éstos fueron:
- Argentina 1: River Plate, campeón de la Copa Libertadores 2015.
- Argentina 2: Boca Juniors, campeón del torneo.
- Argentina 3: San Lorenzo, subcampeón del torneo.
- Argentina 4: Rosario Central, subcampeón de la Copa Argentina 2014-15.[52]
- Argentina 5: Racing Club, ganador de la Liguilla pre-Libertadores.
- Argentina 6: Huracán, el equipo con mejor desempeño en la Copa Sudamericana 2015.

### Liguilla pre-Libertadores
Fue un torneo reducido por eliminación directa, del que participaron los equipos ubicados del 4.º al 7.º puesto de la fase regular. Las semifinales, que enfrentaron al 4.º con el 7.º, y al 5.º con el 6.º, se disputaron a un solo partido, en la cancha del equipo mejor ubicado en la tabla final de posiciones. La final se jugó a dos, local y visitante. El ganador de la liguilla obtuvo el quinto cupo a la Copa Libertadores 2016, mientras que el perdedor consiguió el segundo cupo a la Copa Sudamericana.

#### Cuadro de desarrollo
|  | Semifinales          | Semifinales          | Semifinales          |               |   | Final                            | Final                            | Final                            | Final                            | Final                            |  |
|  | 19 y 20 de noviembre | 19 y 20 de noviembre | 19 y 20 de noviembre |               |   | 29 de noviembre y 6 de diciembre | 29 de noviembre y 6 de diciembre | 29 de noviembre y 6 de diciembre | 29 de noviembre y 6 de diciembre | 29 de noviembre y 6 de diciembre |  |
|  |                      |                      |                      |               |   |                                  |                                  |                                  |                                  |                                  |  |
|  |                      |                      |                      |               |   |                                  |                                  |                                  |                                  |                                  |  |
|  | 4                    | Racing Club          | 2                    |               |   |                                  |                                  |                                  |                                  |                                  |  |
|  | 4                    | Racing Club          | 2                    |               |   |                                  |                                  |                                  |                                  |                                  |  |
|  | 7                    | Estudiantes (LP)     | 1                    |               |   |                                  |                                  |                                  |                                  |                                  |  |
|  | 7                    | Estudiantes (LP)     | 1                    |               | 4 | Racing Club                      | 2                                | 1                                | 3                                |                                  |  |
|  |                      |                      |                      |               | 4 | Racing Club                      | 2                                | 1                                | 3                                |                                  |  |
|  |                      |                      | 5                    | Independiente | 0 | 2                                | 2                                |                                  |                                  |                                  |  |
|  | 5                    | Independiente        | 5                    | Independiente | 0 | 2                                | 2                                | 4                                |                                  |                                  |  |
|  | 5                    | Independiente        |                      |               |   |                                  |                                  | 4                                |                                  |                                  |  |
|  | 6                    | Belgrano             | 1                    |               |   |                                  |                                  |                                  |                                  |                                  |  |
|  | 6                    | Belgrano             | 1                    |               |   |                                  |                                  |                                  |                                  |                                  |  |
|  |                      |                      |                      |               |   |                                  |                                  |                                  |                                  |                                  |  |

#### Semifinales
| Racing Club                       | 2 - 1 | Estudiantes (LP) | El Cilindro | 20 de noviembre | 21:30 |
| Racing Club clasificó a la final. |       |                  |             |                 |       |

| Independiente                       | 4 - 1 | Belgrano | Libertadores de América | 19 de noviembre | 21:30 |
| Independiente clasificó a la final. |       |          |                         |                 |       |

#### Final
| Independiente | 0 - 2 | Racing Club   | Libertadores de América | 29 de noviembre | 18:15 |
| Racing Club | 1 - 2 | Independiente | El Cilindro             | 6 de diciembre  | 18:15 |
| el ganador Racing Club clasificó a la Copa Libertadores 2016 con un global de 3 - 2; el perdedor Independiente clasificó a la Copa Sudamericana 2016. |       |               |                         |                 |       |

## Clasificados a la Copa Sudamericana 2016
Argentina tuvo 6 cupos en la Copa Sudamericana 2016, que fueron:
- Argentina 1: San Lorenzo, campeón de la Supercopa Argentina 2015.
- Argentina 2: Independiente, perdedor de la final de la Liguilla pre-Libertadores.
- Argentina 3: Belgrano, ganador de la primera plaza de la Liguilla pre-Sudamericana.
- Argentina 4: Estudiantes (LP), ganador de la segunda plaza de la Liguilla pre-Sudamericana.
- Argentina 5: Banfield, ganador de la tercera plaza de la Liguilla pre-Sudamericana.
- Argentina 6: Lanús, ganador de la cuarta plaza de la Liguilla pre-Sudamericana.

### Liguilla pre-Sudamericana
Fue un minitorneo por eliminación directa. Se eliminaron por parejas los 12 equipos ubicados del 8.º al 20.º puesto de la fase regular (excluido el 9.º, River Plate), a los que se agregaron, en segunda instancia, los 2 perdedores de las semifinales de la Liguilla pre-Libertadores. La primera eliminatoria fue a un solo partido y la segunda a dos, local y visitante.

#### Cuadros de desarrollo
Primera plaza
|  | Semifinales     | Semifinales     | Semifinales     |       |   | Final                            | Final                            | Final                            | Final                            | Final                            |  |
|  | 19 de noviembre | 19 de noviembre | 19 de noviembre |       |   | 28 de noviembre y 5 de diciembre | 28 de noviembre y 5 de diciembre | 28 de noviembre y 5 de diciembre | 28 de noviembre y 5 de diciembre | 28 de noviembre y 5 de diciembre |  |
|  |                 |                 |                 |       |   |                                  |                                  |                                  |                                  |                                  |  |
|  |                 |                 |                 |       |   |                                  |                                  |                                  |                                  |                                  |  |
|  |                 |                 |                 |       |   |                                  |                                  |                                  |                                  |                                  |  |
|  |                 |                 |                 |       |   |                                  |                                  |                                  |                                  |                                  |  |
|  |                 |                 |                 |       |   |                                  |                                  |                                  |                                  |                                  |  |
|  |                 | 1               | Belgrano        | 1     | 1 | 2                                |                                  |                                  |                                  |                                  |  |
|  |                 |                 |                 | 1     | 1 | 2                                |                                  |                                  |                                  |                                  |  |
|  |                 |                 | 8               | Colón | 0 | 1                                | 1                                |                                  |                                  |                                  |  |
|  | 10              | Tigre           | 8               | Colón | 0 | 1                                | 1                                | 1                                |                                  |                                  |  |
|  | 10              | Tigre           |                 |       |   |                                  |                                  | 1                                |                                  |                                  |  |
|  | 19              | Colón           | 4               |       |   |                                  |                                  |                                  |                                  |                                  |  |
|  | 19              | Colón           | 4               |       |   |                                  |                                  |                                  |                                  |                                  |  |
|  |                 |                 |                 |       |   |                                  |                                  |                                  |                                  |                                  |  |

Segunda plaza
|  | Semifinales     | Semifinales     | Semifinales      |        |   | Final                            | Final                            | Final                            | Final                            | Final                            |  |
|  | 23 de noviembre | 23 de noviembre | 23 de noviembre  |        |   | 28 de noviembre y 5 de diciembre | 28 de noviembre y 5 de diciembre | 28 de noviembre y 5 de diciembre | 28 de noviembre y 5 de diciembre | 28 de noviembre y 5 de diciembre |  |
|  |                 |                 |                  |        |   |                                  |                                  |                                  |                                  |                                  |  |
|  |                 |                 |                  |        |   |                                  |                                  |                                  |                                  |                                  |  |
|  |                 |                 |                  |        |   |                                  |                                  |                                  |                                  |                                  |  |
|  |                 |                 |                  |        |   |                                  |                                  |                                  |                                  |                                  |  |
|  |                 |                 |                  |        |   |                                  |                                  |                                  |                                  |                                  |  |
|  |                 | 2               | Estudiantes (LP) | 1      | 4 | 5                                |                                  |                                  |                                  |                                  |  |
|  |                 |                 |                  | 1      | 4 | 5                                |                                  |                                  |                                  |                                  |  |
|  |                 |                 | 7                | Olimpo | 0 | 0                                | 0                                |                                  |                                  |                                  |  |
|  | 11              | Quilmes         | 7                | Olimpo | 0 | 0                                | 0                                | 0                                |                                  |                                  |  |
|  | 11              | Quilmes         |                  |        |   |                                  |                                  | 0                                |                                  |                                  |  |
|  | 18              | Olimpo          | 1                |        |   |                                  |                                  |                                  |                                  |                                  |  |
|  | 18              | Olimpo          | 1                |        |   |                                  |                                  |                                  |                                  |                                  |  |
|  |                 |                 |                  |        |   |                                  |                                  |                                  |                                  |                                  |  |

Tercera plaza
|  | Semifinales          | Semifinales          | Semifinales          |          |   | Final                            | Final                            | Final                            | Final                            | Final                            |  |
|  | 20 y 24 de noviembre | 20 y 24 de noviembre | 20 y 24 de noviembre |          |   | 29 de noviembre y 5 de diciembre | 29 de noviembre y 5 de diciembre | 29 de noviembre y 5 de diciembre | 29 de noviembre y 5 de diciembre | 29 de noviembre y 5 de diciembre |  |
|  |                      |                      |                      |          |   |                                  |                                  |                                  |                                  |                                  |  |
|  |                      |                      |                      |          |   |                                  |                                  |                                  |                                  |                                  |  |
|  | 8                    | Banfield             | 1                    |          |   |                                  |                                  |                                  |                                  |                                  |  |
|  | 8                    | Banfield             | 1                    |          |   |                                  |                                  |                                  |                                  |                                  |  |
|  | 20                   | Argentinos Juniors   | 0                    |          |   |                                  |                                  |                                  |                                  |                                  |  |
|  | 20                   | Argentinos Juniors   | 0                    |          | 3 | Banfield                         | 3                                | 1                                | 4                                |                                  |  |
|  |                      |                      |                      |          | 3 | Banfield                         | 3                                | 1                                | 4                                |                                  |  |
|  |                      |                      | 6                    | Aldosivi | 2 | 1                                | 3                                |                                  |                                  |                                  |  |
|  | 14                   | Unión                | 6                    | Aldosivi | 2 | 1                                | 3                                | 1                                |                                  |                                  |  |
|  | 14                   | Unión                |                      |          |   |                                  |                                  | 1                                |                                  |                                  |  |
|  | 15                   | Aldosivi             | 2                    |          |   |                                  |                                  |                                  |                                  |                                  |  |
|  | 15                   | Aldosivi             | 2                    |          |   |                                  |                                  |                                  |                                  |                                  |  |
|  |                      |                      |                      |          |   |                                  |                                  |                                  |                                  |                                  |  |

Cuarta plaza
|  | Semifinales          | Semifinales             | Semifinales          |       |   | Final                            | Final                            | Final                            | Final                            | Final                            |  |
|  | 20 y 23 de noviembre | 20 y 23 de noviembre    | 20 y 23 de noviembre |       |   | 28 de noviembre y 6 de diciembre | 28 de noviembre y 6 de diciembre | 28 de noviembre y 6 de diciembre | 28 de noviembre y 6 de diciembre | 28 de noviembre y 6 de diciembre |  |
|  |                      |                         |                      |       |   |                                  |                                  |                                  |                                  |                                  |  |
|  |                      |                         |                      |       |   |                                  |                                  |                                  |                                  |                                  |  |
|  | 12                   | Gimnasia y Esgrima (LP) | 5                    |       |   |                                  |                                  |                                  |                                  |                                  |  |
|  | 12                   | Gimnasia y Esgrima (LP) | 5                    |       |   |                                  |                                  |                                  |                                  |                                  |  |
|  | 17                   | San Martín (SJ)         | 1                    |       |   |                                  |                                  |                                  |                                  |                                  |  |
|  | 17                   | San Martín (SJ)         | 1                    |       | 4 | Gimnasia y Esgrima (LP)          | 0                                | 1                                | 1                                |                                  |  |
|  |                      |                         |                      |       | 4 | Gimnasia y Esgrima (LP)          | 0                                | 1                                | 1                                |                                  |  |
|  |                      |                         | 5                    | Lanús | 1 | 2                                | 3                                |                                  |                                  |                                  |  |
|  | 13                   | Lanús                   | 5                    | Lanús | 1 | 2                                | 3                                | 2                                |                                  |                                  |  |
|  | 13                   | Lanús                   |                      |       |   |                                  |                                  | 2                                |                                  |                                  |  |
|  | 16                   | Newell's Old Boys       | 1                    |       |   |                                  |                                  |                                  |                                  |                                  |  |
|  | 16                   | Newell's Old Boys       | 1                    |       |   |                                  |                                  |                                  |                                  |                                  |  |
|  |                      |                         |                      |       |   |                                  |                                  |                                  |                                  |                                  |  |

#### Semifinales
Se enfrentaron el 8.º con 20.º, el 10.º con 19.º, el 11.º con 18.º, el 12.º con 17.º, el 13.º con 16.º y el 14.º con 15.º, a un solo partido, jugado en el estadio del mejor ubicado en la tabla final de posiciones. Los ganadores pasaron a la ronda final.
| Banfield                               | 1 - 0 | Argentinos Juniors | Florencio Sola | 24 de noviembre | 21:15 |
| Banfield clasificó a la segunda ronda. |       |                    |                |                 |       |

| Tigre                               | 1 - 4 | Colón | Monumental de Victoria | 19 de noviembre | 19:00 |
| Colón clasificó a la segunda ronda. |       |       |                        |                 |       |

| Quilmes                              | 0 - 1 | Olimpo | Centenario | 23 de noviembre | 19:00 |
| Olimpo clasificó a la segunda ronda. |       |        |            |                 |       |

| Gimnasia y Esgrima (LP)                               | 5 - 1 | San Martín (SJ) | Juan Carmelo Zerillo | 20 de noviembre | 17:00 |
| Gimnasia y Esgrima (LP) clasificó a la segunda ronda. |       |                 |                      |                 |       |

| Lanús                               | 2 - 1 | Newell's Old Boys | Ciudad de Lanús | 23 de noviembre | 21:30 |
| Lanús clasificó a la segunda ronda. |       |                   |                 |                 |       |

| Unión                                  | 1 - 2 | Aldosivi | 15 de abril | 20 de noviembre | 21:30 |
| Aldosivi clasificó a la segunda ronda. |       |          |             |                 |       |

#### Finales
A los 6 ganadores de la primera ronda, se les sumaron los 2 perdedores de las semifinales de la Liguilla pre-Libertadores. Los 8 equipos se ordenaron según la posición que ocuparon en la fase regular, y se enfrentaron el 1.° con 8.°, el 2.° con 7.°, el 3.° con 6.° y el 4.° con 5.°, a dos partidos, en los que fue local en la vuelta el equipo con mejor colocación en la tabla final de posiciones. Los 4 ganadores clasificaron a la Copa Sudamericana 2016.
| Colón                                                                  | 0 - 1 | Belgrano | Brigadier Estanislao López | 28 de noviembre | 17:00 |
| Belgrano                                                               | 1 - 1 | Colón    | Mario Alberto Kempes       | 5 de diciembre  | 19:00 |
| Belgrano clasificó a la Copa Sudamericana 2016 con un global de 2 - 1. |       |          |                            |                 |       |

| Olimpo                                                                         | 0 - 1 | Estudiantes (LP) | Roberto N. Carminatti | 28 de noviembre | 18:00 |
| Estudiantes (LP)                                                               | 4 - 0 | Olimpo           | El Viaducto           | 5 de diciembre  | 21:30 |
| Estudiantes (LP) clasificó a la Copa Sudamericana 2016 con un global de 5 - 0. |       |                  |                       |                 |       |

| Aldosivi                                                               | 2 - 3 | Banfield | José María Minella | 29 de noviembre | 21:30 |
| Banfield                                                               | 1 - 1 | Aldosivi | Florencio Sola     | 5 de diciembre  | 18:00 |
| Banfield clasificó a la Copa Sudamericana 2016 con un global de 4 - 3. |       |          |                    |                 |       |

| Lanús                                                               | 1 - 0 | Gimnasia y Esgrima (LP) | Ciudad de Lanús      | 28 de noviembre | 20:15 |
| Gimnasia y Esgrima (LP)                                             | 1 - 2 | Lanús                   | Juan Carmelo Zerillo | 6 de diciembre  | 21:30 |
| Lanús clasificó a la Copa Sudamericana 2016 con un global de 3 - 1. |       |                         |                      |                 |       |

## Descensos y ascensos
Al finalizar la temporada descendieron Crucero del Norte y Nueva Chicago, equipos que ocuparon los dos últimos puestos en la tabla de promedios, siendo reemplazados por Atlético Tucumán, el campeón de la temporada 2015 de la Primera B Nacional, y Patronato, ganador del torneo reducido por el segundo ascenso.

## Goleadores
| Jugador             | Equipo          | Goles | Jugada | Cabeza | T. libre | Penal | PJ |
| ------------------- | --------------- | ----- | ------ | ------ | -------- | ----- | -- |
| Marco Ruben         | Rosario Central | 21    | 13     | 3      | 0        | 5     | 30 |
| Leandro Fernández   | Godoy Cruz      | 15    | 10     | 1      | 0        | 4     | 28 |
| Claudio Bieler      | Quilmes         | 14    | 5      | 2      | 0        | 7     | 26 |
| Martin Cauteruccio  | San Lorenzo     | 12    | 10     | 2      | 0        | 0     | 26 |
| Alejandro Gagliardi | Nueva Chicago   | 11    | 8      | 2      | 0        | 1     | 22 |

## Entrenadores
| Listado de entrenadores                                                                                            | Listado de entrenadores       | Listado de entrenadores |
| Equipo | Entrenador                    | Fechas                  |
| --- | ----------------------------- | ----------------------- |
| Aldosivi | Fernando Quiroz               | 1.ª a 30.ª              |
| Argentinos Juniors                                                                                                 | Néstor Gorosito               | 1.ª a 30.ª              |
| Arsenal | Martín Palermo                | 1.ª a 10.ª              |
| Arsenal | Roberto González (interino)   | 11.ª y 12.ª             |
| Arsenal | Ricardo Caruso Lombardi       | 13.ª a 30.ª             |
| Atlético de Rafaela                                                                                                | Roberto Sensini               | 1.ª a 8.ª               |
| Atlético de Rafaela                                                                                                | Gustavo Tognarelli (interino) | 9.ª                     |
| Atlético de Rafaela                                                                                                | Leonardo Astrada              | 10.ª a 30.ª             |
| Banfield | Matías Almeyda                | 1.ª a 19.ª              |
| Banfield | Claudio Vivas (interino)      | 20.ª a 30.ª             |
| Belgrano | Ricardo Zielinski             | 1.ª a 30.ª              |
| Boca Juniors | Rodolfo Arruabarrena          | 1.ª a 30.ª              |
| Colón | Reinaldo Merlo                | 1.ª                     |
| Colón | Javier López                  | 2.ª a 15.ª              |
| Colón | Darío Franco                  | 16.ª a 30.ª             |
| Crucero del Norte                                                                                                  | Gabriel Schürrer              | 1.ª a 10.ª              |
| Crucero del Norte                                                                                                  | Javier Salinas (interino)     | 11.ª                    |
| Crucero del Norte                                                                                                  | Sebastián Rambert             | 12.ª a 30.ª             |
| Defensa y Justicia                                                                                                 | Darío Franco                  | 1.ª a 10.ª              |
| Defensa y Justicia                                                                                                 | José Flores                   | 11.ª a 15.ª             |
| Defensa y Justicia                                                                                                 | Ariel Holan                   | 16.ª a 30.ª             |
| Estudiantes (LP)                                                                                                   | Mauricio Pellegrino           | 1.ª a 9.ª               |
| Estudiantes (LP)                                                                                                   | Nelson Vivas (interino)       | 10.ª                    |
| Estudiantes (LP)                                                                                                   | Gabriel Milito                | 11.ª a 30.ª             |
| Gimnasia y Esgrima (LP)                                                                                            | Pedro Troglio                 | 1.ª a 30.ª              |
| Godoy Cruz | Daniel Oldrá                  | 1.ª a 15.ª              |
| Godoy Cruz | Gabriel Heinze                | 16.ª a 26.ª             |
| Godoy Cruz | Daniel Oldrá (interino)       | 27.ª a 30.ª             |
| Huracán | Néstor Apuzzo                 | 1.ª a 20.ª              |
| Huracán | Eduardo Domínguez             | 21.ª a 30.ª             |
| Independiente | Jorge Almirón                 | 1.ª a 13.ª              |
| Independiente | Fernando Berón (interino)     | 14.ª y 15.ª             |
| Independiente | Mauricio Pellegrino           | 16.ª a 30.º             |
| Lanús | Guillermo Barros Schelotto    | 1.ª a 30.ª              |
| Newell's Old Boys                                                                                                  | Américo Gallego               | 1.ª a 14.ª              |
| Newell's Old Boys                                                                                                  | Carlos Picerni (interino)     | 15.ª                    |
| Newell's Old Boys                                                                                                  | Lucas Bernardi                | 16.ª a 30.ª             |
| Nueva Chicago | Omar Labruna                  | 1.ª a 7.ª               |
| Nueva Chicago | Alejandro Nania (interino)    | 8.ª a 12.ª              |
| Nueva Chicago | Rubén Forestello              | 13.ª a 30.ª             |
| Olimpo | Wálter Perazzo                | 1.ª a 9.ª               |
| Olimpo | Alejandro Giuntini (interino) | 10.ª                    |
| Olimpo | Diego Osella                  | 11.ª a 30.ª             |
| Quilmes | Julio César Falcioni          | 1.ª a 17.ª              |
| Quilmes | Facundo Sava                  | 18.ª a 30.ª             |
| Racing Club | Diego Cocca                   | 1.ª a 30.ª              |
| River Plate | Marcelo Gallardo              | 1.ª a 30.ª              |
| Rosario Central | Eduardo Coudet                | 1.ª a 30.ª              |
| San Lorenzo | Edgardo Bauza                 | 1.ª a 30.ª              |
| San Martín (SJ) | Carlos Mayor                  | 1.ª a 30.ª              |
| Sarmiento | Sergio Lippi                  | 1.ª a 30.ª              |
| Temperley | Ricardo Rezza                 | 1.ª a 30.ª              |
| Tigre | Gustavo Alfaro                | 1.ª a 30.ª              |
| Unión | Leonardo Madelón              | 1.ª a 30.ª              |
| Vélez Sarsfield | Miguel Ángel Russo            | 1.ª a 30.ª              |
| 1. 2. 3. 4. 5. 6. 7. 8. 9. 10. 11. 12. 13. 14. 15. 16. 17. 18. 19. 20. 21. 22. 23. 24. 25. 26. 27. 28. 29. 30. 31. |                               |                         |